# Haltestelle
Eine Haltestelle, veraltet auch Haltestation, Haltstation, Anhaltestation oder Anhaltstation, ist im Personenverkehr ein Ort auf einer Linie des öffentlichen Personennahverkehrs (ÖPNV), der von Straßenbahnen, Oberleitungsbussen, Omnibussen oder anderen öffentlichen Verkehrsmitteln planmäßig oder zumindest regelmäßig bedient wird, um Fahrgästen das Zu- und Aussteigen zu ermöglichen. Haltestellen sind einerseits ein Rechtsbegriff der Personenbeförderung im Linienverkehr (§ 42 PBefG). Dieser wird definiert als „eine zwischen bestimmten Ausgangs- und Endpunkten eingerichtete regelmäßige Verkehrsverbindung, auf der Fahrgäste an bestimmten Haltestellen ein- und aussteigen können“. Andererseits regelt § 20 Abs. 1 StVO, dass an Omnibussen des Linienverkehrs, an Straßenbahnen und an gekennzeichneten Schulbussen, die an Haltestellen (Zeichen 224) halten, nur vorsichtig – auch im Gegenverkehr – vorbeigefahren werden darf. Liegt eine Haltestelle direkt an der Straße, greifen besondere Verkehrsvorschriften für alle Fahrzeuge, insbesondere beim Vorbeifahren und Parken. Wird die Haltestelle gemäß der StVO beschildert (Zeichen 224), ist dies eine Angelegenheit des Verkehrsunternehmens und der anordnenden Straßenverkehrsbehörde auf Kosten des Verkehrsträgers (§ 5b StVG).
Bei den „Haltestellen“ des Pedibus („Schulbus zu Fuß“) hält hingegen kein Fahrzeug, Schulkinder sammeln sich zu festgelegten Zeiten, um gemeinsam entlang einer festgelegten Route zur Schule zu gehen.

## Situation in Deutschland

### Rechtsgrundlagen

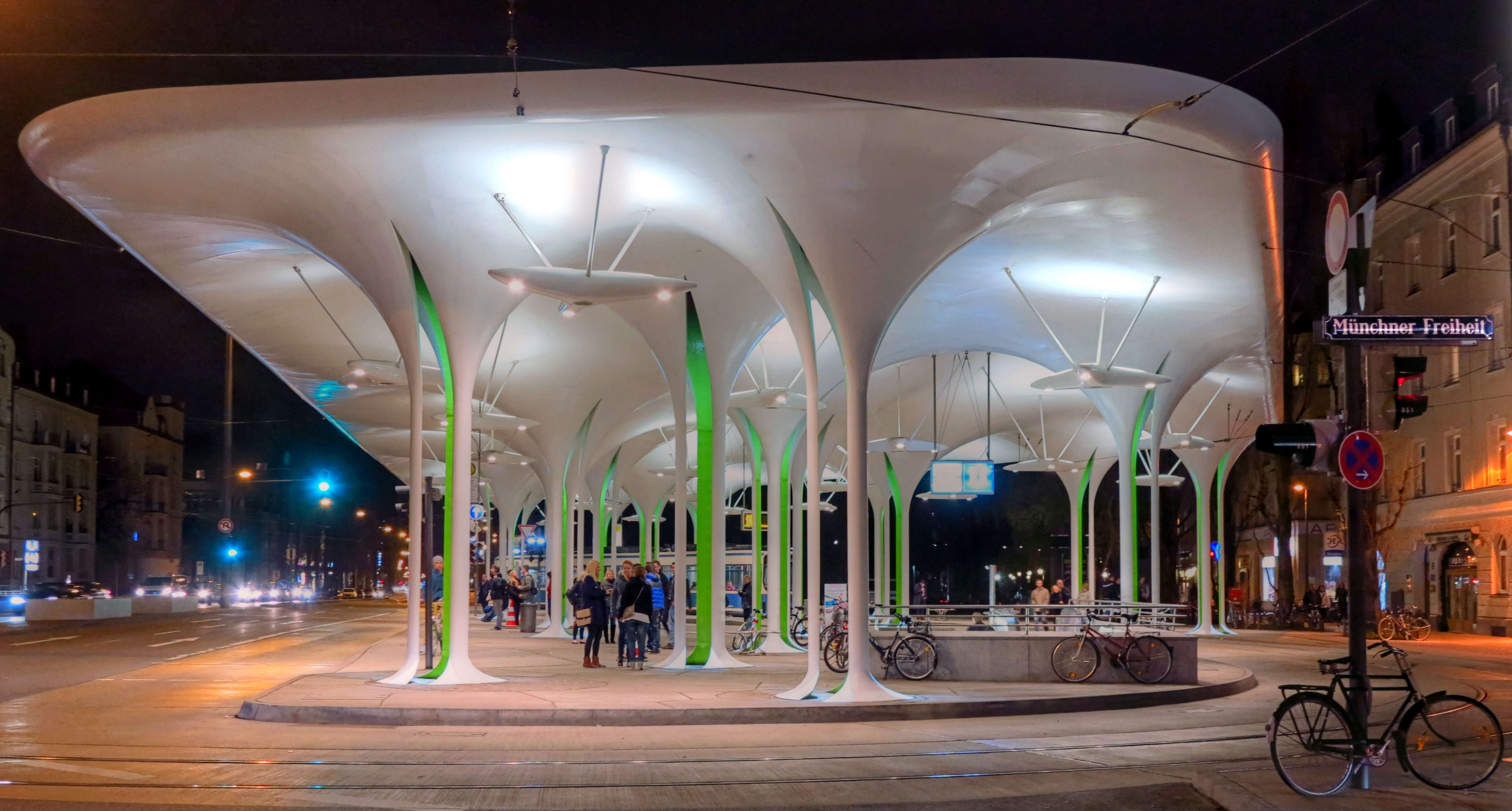
Trambahn- und Bushaltestelle an der Münchner Freiheit

In Deutschland ist eine Haltestelle eine mit dem Verkehrszeichen 224 der Straßenverkehrsordnung (StVO) markierte Einrichtung im Straßenverkehrsnetz, an dem ein öffentliches Verkehrsmittel fahrplanmäßig (unaufgefordert oder als Bedarfshalt) oder auf Anforderung hält. Jeweils 15 Meter vor und hinter dem Verkehrszeichen besteht Parkverbot. Verkehrstechnisch handelt es sich um einen Verknüpfungspunkt zwischen ÖPNV und Fußverkehr.

#### Festsetzung und Anordnung
Die Festsetzung einer Haltestelle erfolgt nach § 32 Abs. 1 Satz 1 der Verordnung über den Betrieb von Kraftfahrunternehmen im Personenverkehr (BOKraft). Dazu muss ein Antrag zur Festsetzung von Haltestellen bei der Genehmigungsbehörde eingereicht werden. In diesem muss die Lage der Haltestelle genau definiert sein und eine Begründung angegeben werden. Die Genehmigungsbehörde hört weitere beteiligte Stellen an und führt einen Vor-Ort-Termin durch. Danach erfolgt die Ablehnung oder die Bestätigung durch einen Bescheid. Für die tatsächliche Einrichtung der Haltestelle durch Aufstellung des Haltestellenschildes (Zeichen 224 nach StVO) ist zudem eine verkehrsrechtliche Anordnung der Straßenverkehrsbehörde erforderlich.

### Beschilderung

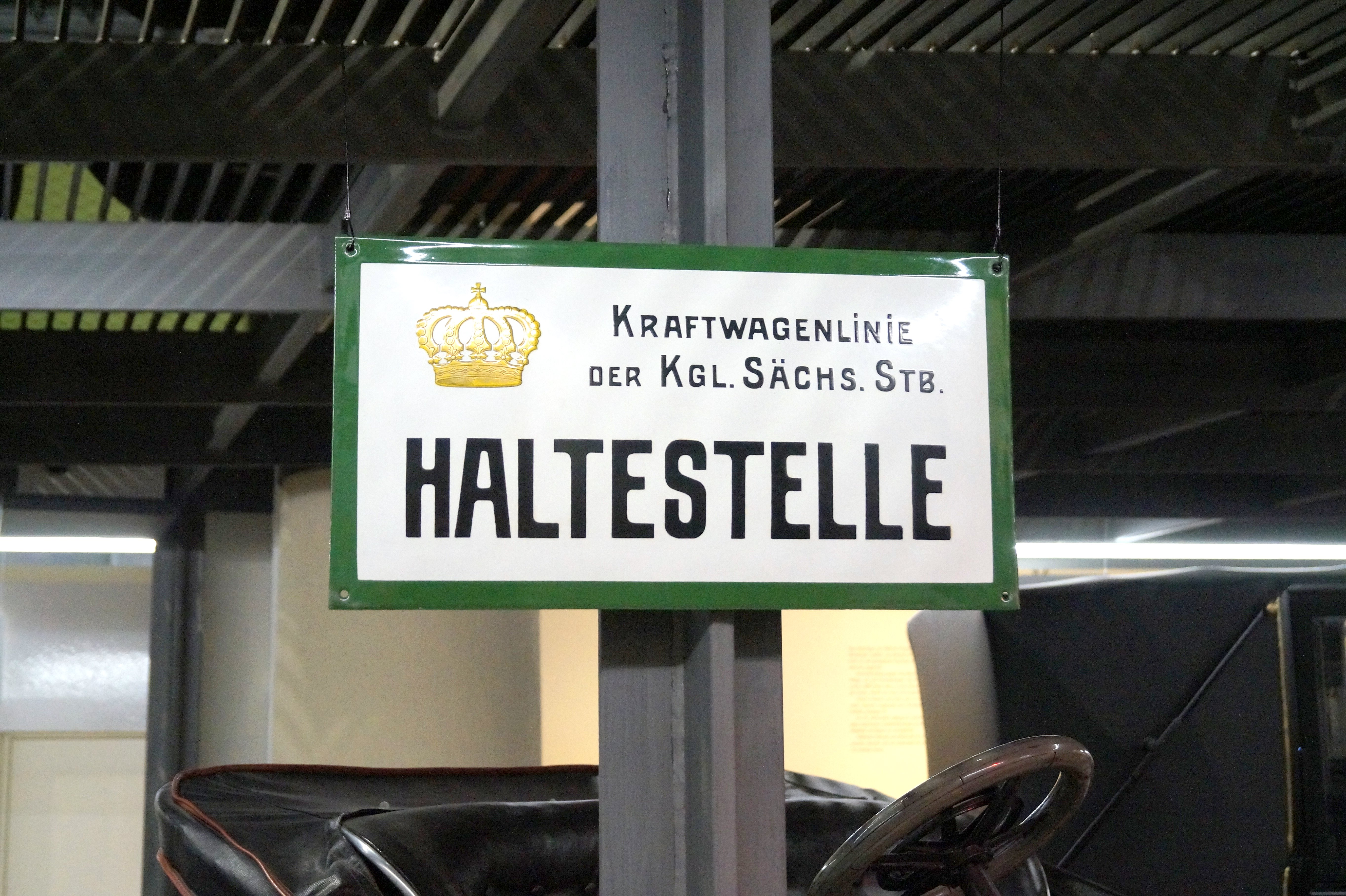
Haltestellenschild einer Omnibuslinie der Königlich Sächsischen Staatseisenbahnen, vor 1918

Das in der Weimarer Republik eingeführte Haltestellenzeichen für Kraftpostlinien der Reichspost

Bis 1939 gab es in Deutschland keine einheitlichen Haltestellenschilder. In der Regel waren an den Haltestellen rechteckige Schilder mit der Beschriftung Haltestelle der Straßenbahn, Kraftwagenhaltestelle oder ähnlich aufgestellt. Grundlage der heutigen Haltestellenschilder war das im Reichsgesetzblatt veröffentlichte Gesetzes über die Beförderung von Personen zu Lande vom 4. Dezember 1934 in der Fassung vom 6. Dezember 1937. Eine weitere Basis zur Einführung der Haltestellschilder bildete die am 13. November 1937 veröffentlichte und am 1. April 1938 gültig gewordene Verordnung über den Bau und Betrieb der Straßenbahnen (Straßenbahn-Bau- und Betriebsordnung – BOStrab –) sowie die Verordnung über den Betrieb von Kraftfahrunternehmen im Personenverkehr (BOKraft) vom 13. Februar 1939, die am 1. April 1939 in Kraft trat. Die Verkündigung der neuen Zeichen erfolgte durch den Reichsverkehrsminister am 28. Juli 1939 im Deutschen Reichsanzeiger und preußischen Staatsanzeiger Nr. 172, die Veröffentlichung war im Reichsverkehrsblatt (RVkBl) B Nr. 33, vom 29. Juli 1939, einsehbar. In der Anordnung heißt es im Abschnitt Form, Maß und Farbe:

„
1.  Das Haltestellenzeichen für Straßenbahnen (Anlage 1) ist eine kreisrunde gelbe Scheibe mit grünem Rand und grünem „H“. Der Durchmesser der Scheibe kann 35 oder 45 Zentimeter betragen.
2. Das Haltestellenzeichen für Kraftfahrlinien (Anlage 2) ist ein gelbes, grüngerändertes Schild in Form eines Signalarmes, dessen kreisrundes Ende ein „H“ und dessen Arm die nähere Bezeichnung der Kraftfahrlinie - beides in grüner Schrift - enthält. Das kreisrunde Ende des Zeichens soll 25 oder 35 Zentimeter Durchmesser haben. Der Arm ist bis zur Mitte des Buchstabens H 50 Zentimeter lang.
3. Die Haltestellenzeichen unter 5 und 6 können auch in der gleichen Form und Farbe als beleuchtete Transparente ausgebildet werden.
4. Als einheitliche Zusatzzeichen (Anlage 3) sind, soweit ein Bedürfnis für ihre Anwendung besteht, folgende vorgeschrieben:  - Richtungspfeil: ein grüner Pfeil, der über dem H des Haltestellenzeichens und senkrecht zu diesem anzubringen ist,
  - Zwangshaltestelle: ein quadratisches gelbes Schild mit waagerechtem grünen Querstrich; es ist unter dem Haltestellenzeichen bzw. unter dem Zusatzzeichen „Zahlgrenze“ anzubringen, im Übrigen gilt Ziffer 12,
  - Zahlgrenze: ein grünes Schild mit gelber Schrift „Zahlgrenze“ am unteren oder oberen Rande des Haltestellenzeichens angebracht.

5. Für die Linienbezeichnung sind Form und Maße freigestellt. Als Farben sind gelbe Schrift und grüner Grund zu verwenden.“

Nach dieser Regelung, die in ihrer letzten, überarbeiteten Form am 20. September 2006 außer Kraft trat, sollten alle Haltestellen im Deutschen Reich bis zum 1. April 1941 mit den neuen einheitlichen Zeichen versehen werden. Aufgrund des Zweiten Weltkrieges wurde das vielfach nicht mehr durchgeführt und das Haltestellenschild faktisch zumeist erst nach Kriegsende deutschlandweit eingeführt.
Die Haltestellenzeichen für Straßenbahnen und Kraftwagenlinien waren nicht nur unterschiedlich in ihrer Ausprägung, es gab darüber hinaus Regelungen für die Ausweisung als Doppelhaltestelle, für die Befestigung an Kragarmen einschließlich der Farbgebung für die Schilderpfosten. Mit der im Bundesgesetzblatt veröffentlichten Verordnung zur Änderung der Straßenbahn-Bau- und Betriebsordnung vom 14. August 1953 wurde das Regelwerk erstmals einer Novelle unterzogen, die den Text auf die Bedürfnisse und Veränderungen in der Bundesrepublik Deutschland anpasste, wobei sich an den Zeichen nichts änderte.
Bereits seit der Anweisung vom 19. Juli 1939 galten die Haltestellenzeichen als Verkehrseinrichtungen im Sinne der Straßenverkehrs-Ordnung, doch gehörten sie nicht zum Katalog der Verkehrszeichen. In der Bundesrepublik Deutschland wurden die Haltestellenzeichen erstmals mit Einführung der am 1. März 1971 in Kraft getretenen Straßenverkehrs-Ordnung in den Verkehrszeichenkatalog eingebunden. Das Verkehrszeichen 224 Haltestelle für Straßenbahnen und Linienbusse erhielt seine heute gültige Bestimmung mit der 6. Verordnung zur Änderung der Straßenverkehrs-Ordnung vom 21. Juli 1983.

Beschilderung im Deutschen Reich und der BRD von 1939 bis 1971
Anlage 1 Haltestellenzeichen Straßenbahnen (RVkBl 1939)
Anlage 2 Haltestellenzeichen Kraftfahrlinien (RVkBl 1939)
Anlage 4 Straßenbahn-Doppelhaltestelle-Schild (RVkBl 1939)
In den 1950er Jahren kam ein weiteres Straßenbahn-Doppelhaltestelle-Schild auf, das alternativ eingesetzt werden konnte.
Abweichende Haltestellenfahne für O-Busse

Beschilderung in der BRD 1971 bis heute
Zeichen 224 Haltestellenzeichen Straßenbahnen, seit 1983 in der Doppel-bedeutung Haltestelle für Straßenbahnen und Linienbusse
Zeichen 224 Das 1980 eingeführte Zeichen mit der Bedeutung Schulbushaltestelle
Zeichen 224-51 das 2017 anstelle von Zeichen 224 eingeführte Nachfolgerzeichen für Schulbushaltestelle
Zeichen 225 Mit Verkündigung der StVO-Novelle von 1992 ist das Haltestellenzeichen Doppelhaltestelle nicht mehr Teil des Regelwerks und verlor am 1. Januar 1994 seine Rechtswirksamkeit.
Zeichen 225 Mit Verkündigung der StVO-Novelle von 1992 ist das Haltestellenzeichen Doppelhaltestelle nicht mehr Teil des Regelwerks und verlor am 1. Januar 1994 seine Rechtswirksamkeit.
Zeichen 226 Mit Verkündigung der StVO-Novelle von 1992 ist das Haltestellenzeichen Kraftfahrlinien nicht mehr Teil des Regelwerks und verlor am 1. Januar 1994 seine Rechtswirksamkeit, wird jedoch vereinzelt weiterhin verwendet.

Beschilderung in der DDR 1976 bis 1990
Signal St 29 Haltestellenzeichen
So wurden ab den 1960er Jahren Bushaltestellen beschildert (frühes Beispiel)
Signal St 29a Zeichen für Doppelhaltestelle
Signal St 29a Zeichen für Doppelhaltestelle
Signal St 29b Zeichen für Sonderhaltestellen

Aktuelle Beschilderungsbeispiele in der Bundesrepublik Deutschland
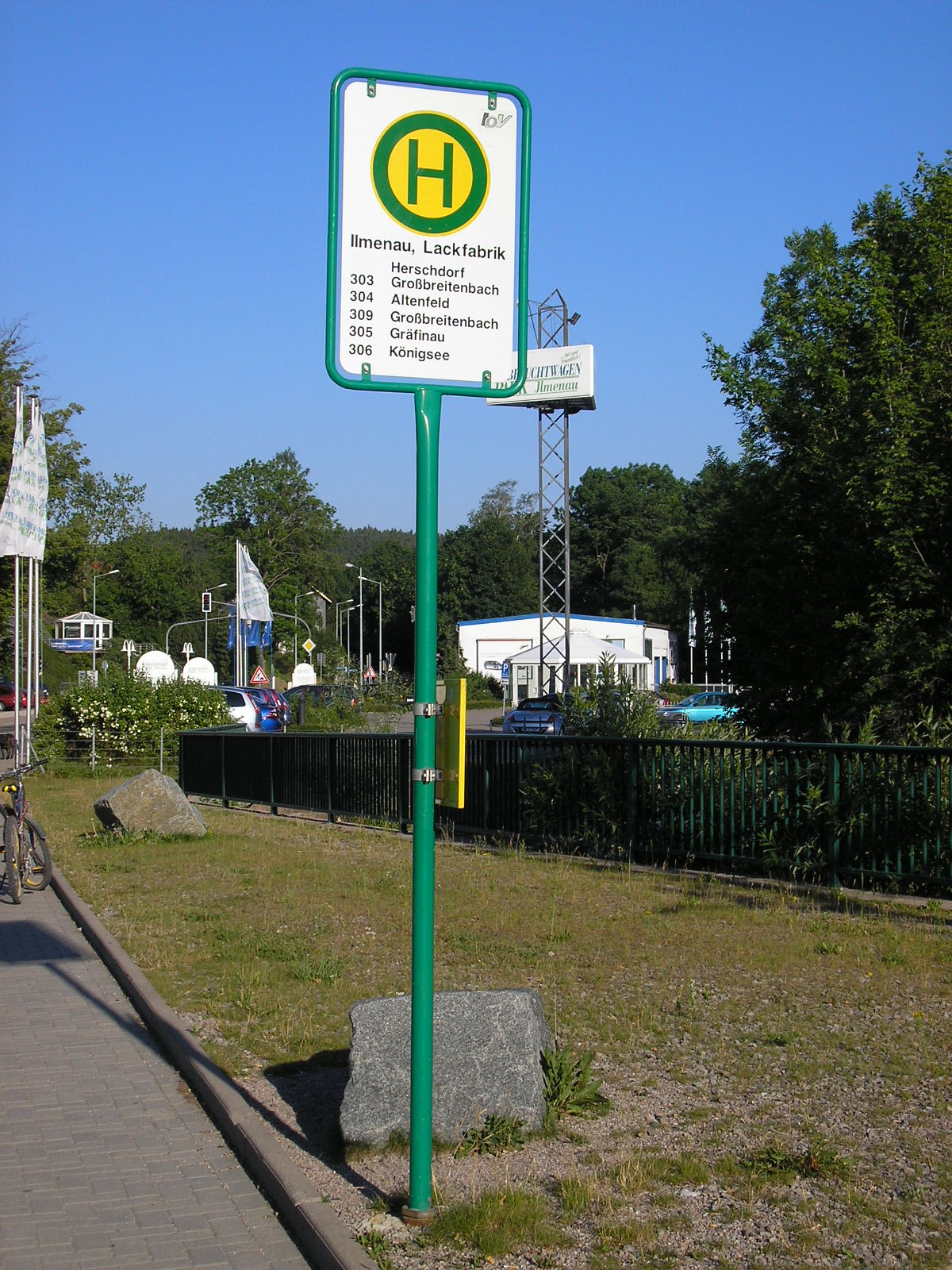
Haltestellenschild in Ilmenau
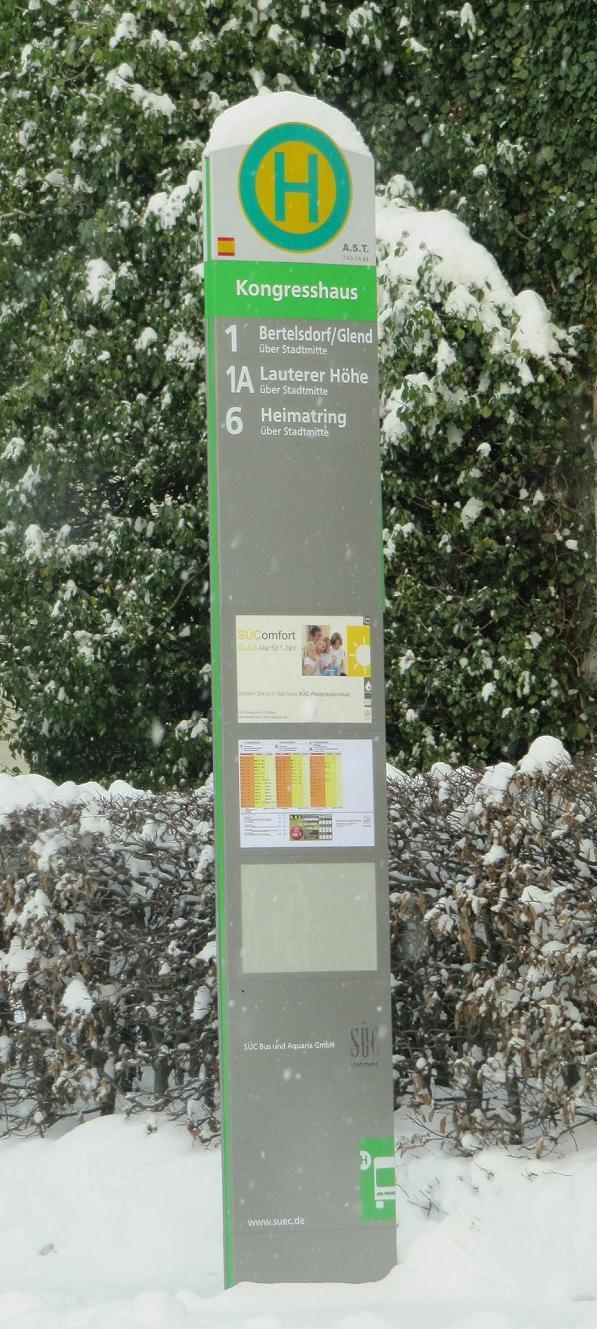
Haltestellenstele mit integrierten Fahrplaneinschüben
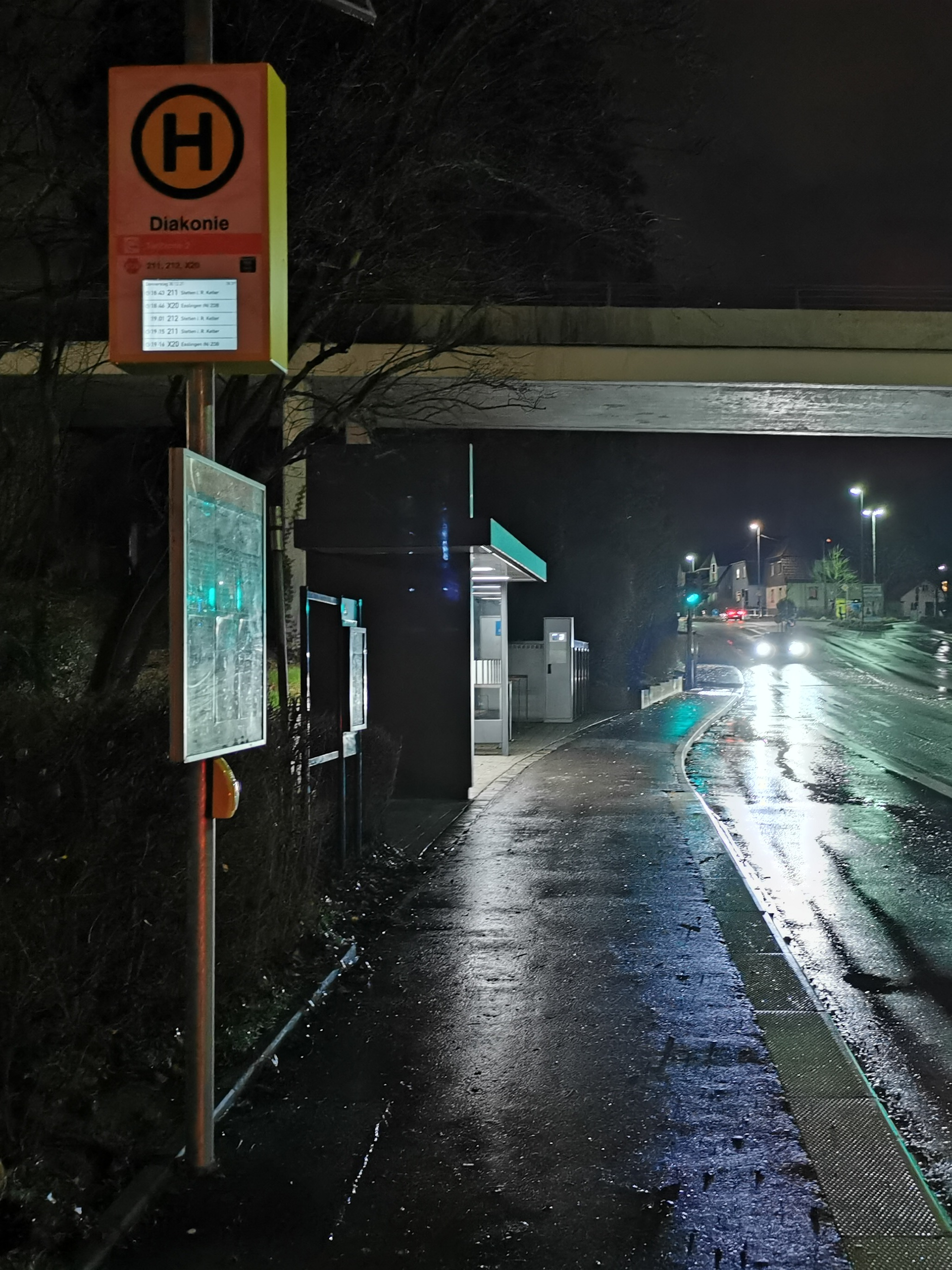
Haltestellenschild mit digitaler, solarbetriebener Fahrplananzeige in Kernen im Remstal
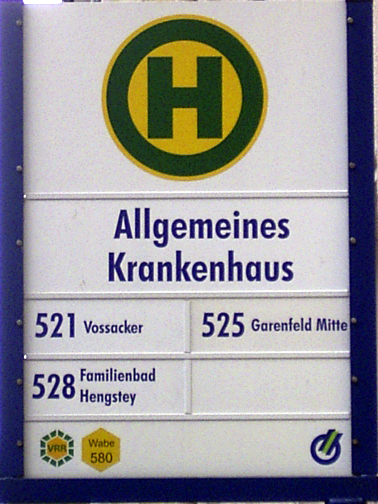
Haltestellenzeichen der Hagener Straßenbahn AG mit Linienzielen; Zeichen 224 entspricht nicht den Vorgaben der StVO
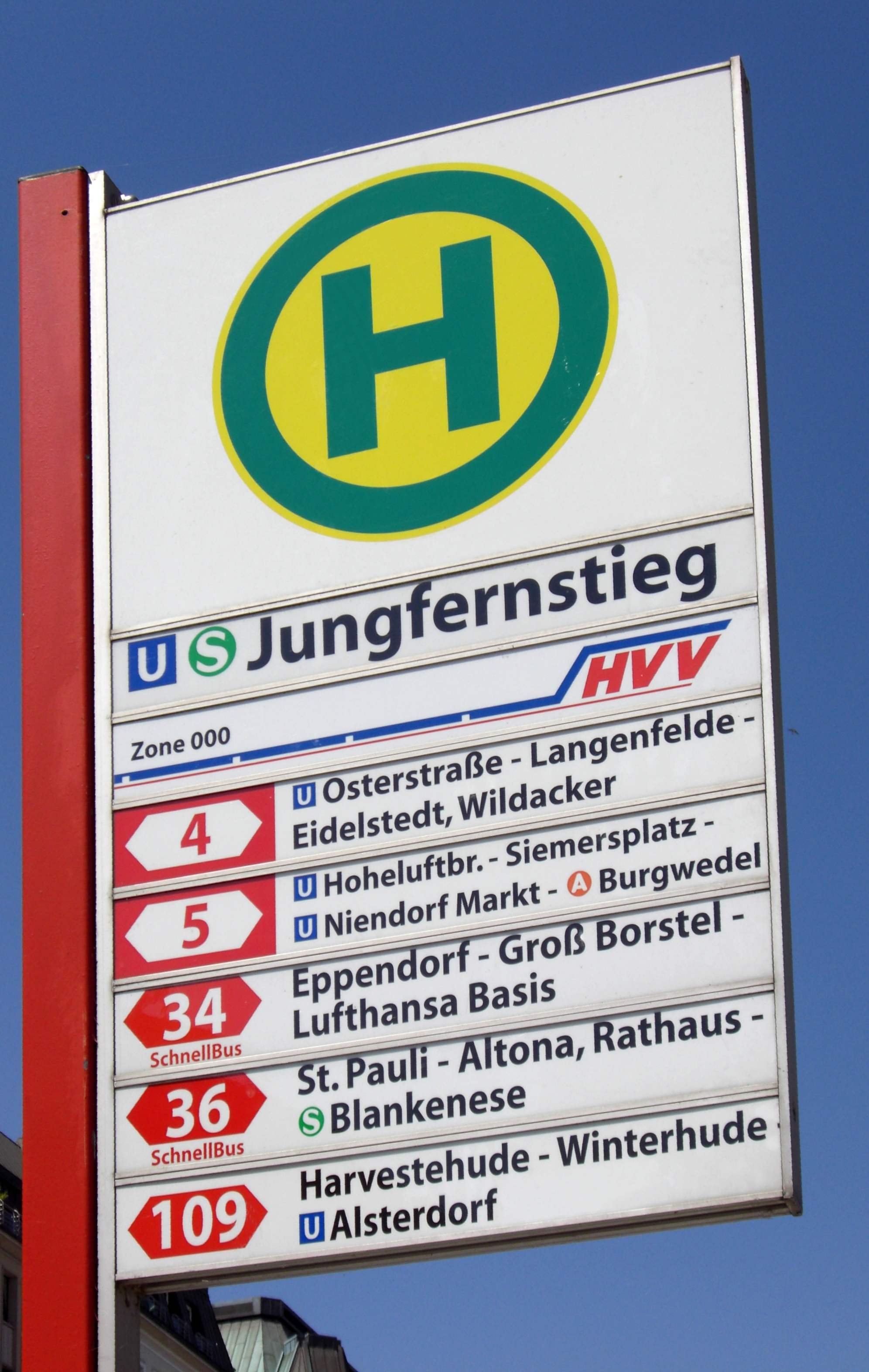
Hamburger Haltestellenschilder (hier: Jungfernstieg); Zeichen 224 entspricht nicht genau den Vorgaben der StVO
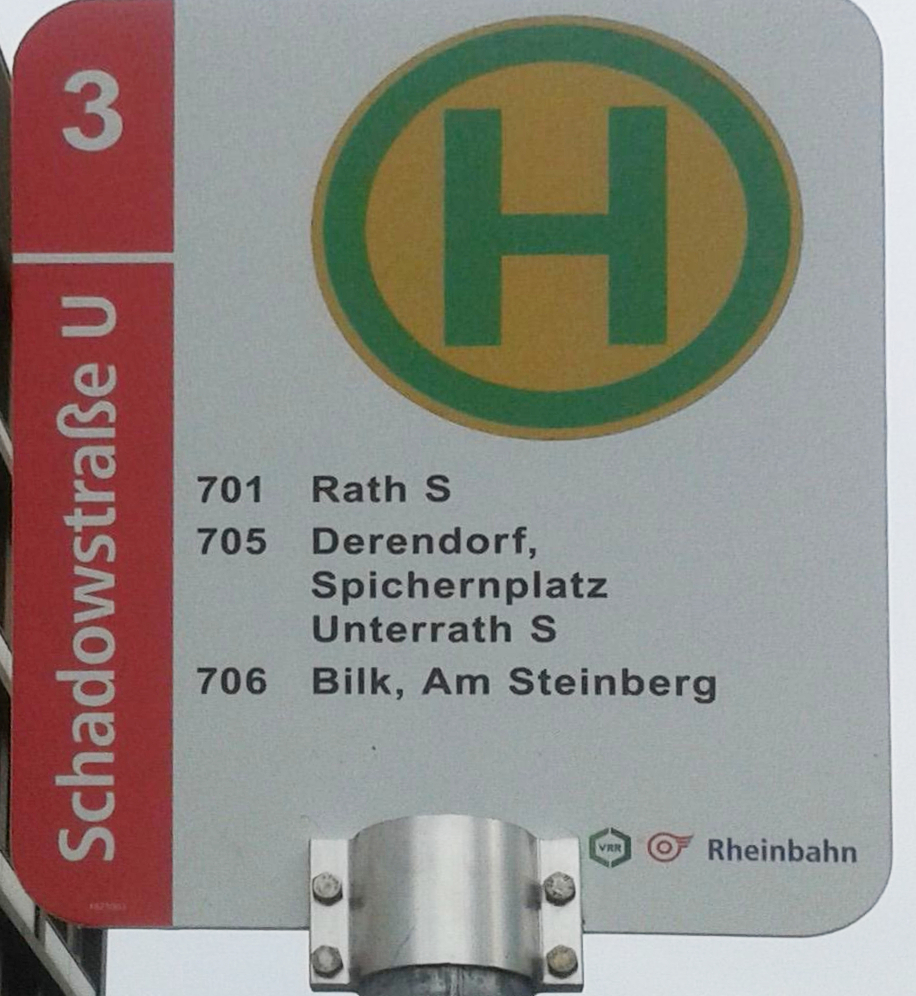
Neuartig gestaltetes Ersatzhaltestellenschildes der Düsseldorfer Rheinbahn
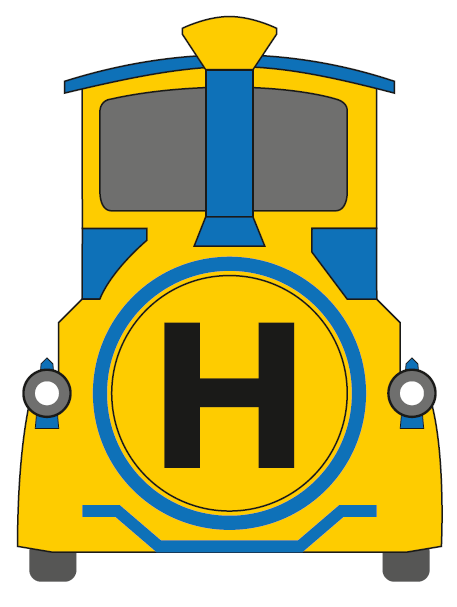
Kein gültiges Haltestellenzeichen der StVO: FUN(K)-Bähnle, Kressbronn/Langenargen

### Blinkaufforderung
Nach § 16 Abs. 2 kann das Landesrecht anordnen, dass ein Busfahrer das Warnblinklicht einschalten muss, wenn er sich einer Haltestelle nähert und solange Fahrgäste ein- oder aussteigen. Nach § 20 StVO darf er dann nicht überholt werden, solange er mit eingeschalteten Warnblinkern an die Haltestelle heranfährt; erst wenn er angehalten hat, darf in beiden Fahrtrichtungen mit Schrittgeschwindigkeit an diesem vorbeigefahren werden. Für den Gegenverkehr entfällt die Geschwindigkeitseinschränkung nur dann, wenn es sich um zwei (baulich getrennte) Fahrbahnen handelt.
Bei manchen Bushaltestellen befinden sich zusätzliche Zeichen, die den Busfahrer anweisen, den Warnblinker während des Haltevorgangs anzuschalten. Diese so genannte Blinkaufforderung wird mittels unterschiedlicher Zeichen dargestellt.

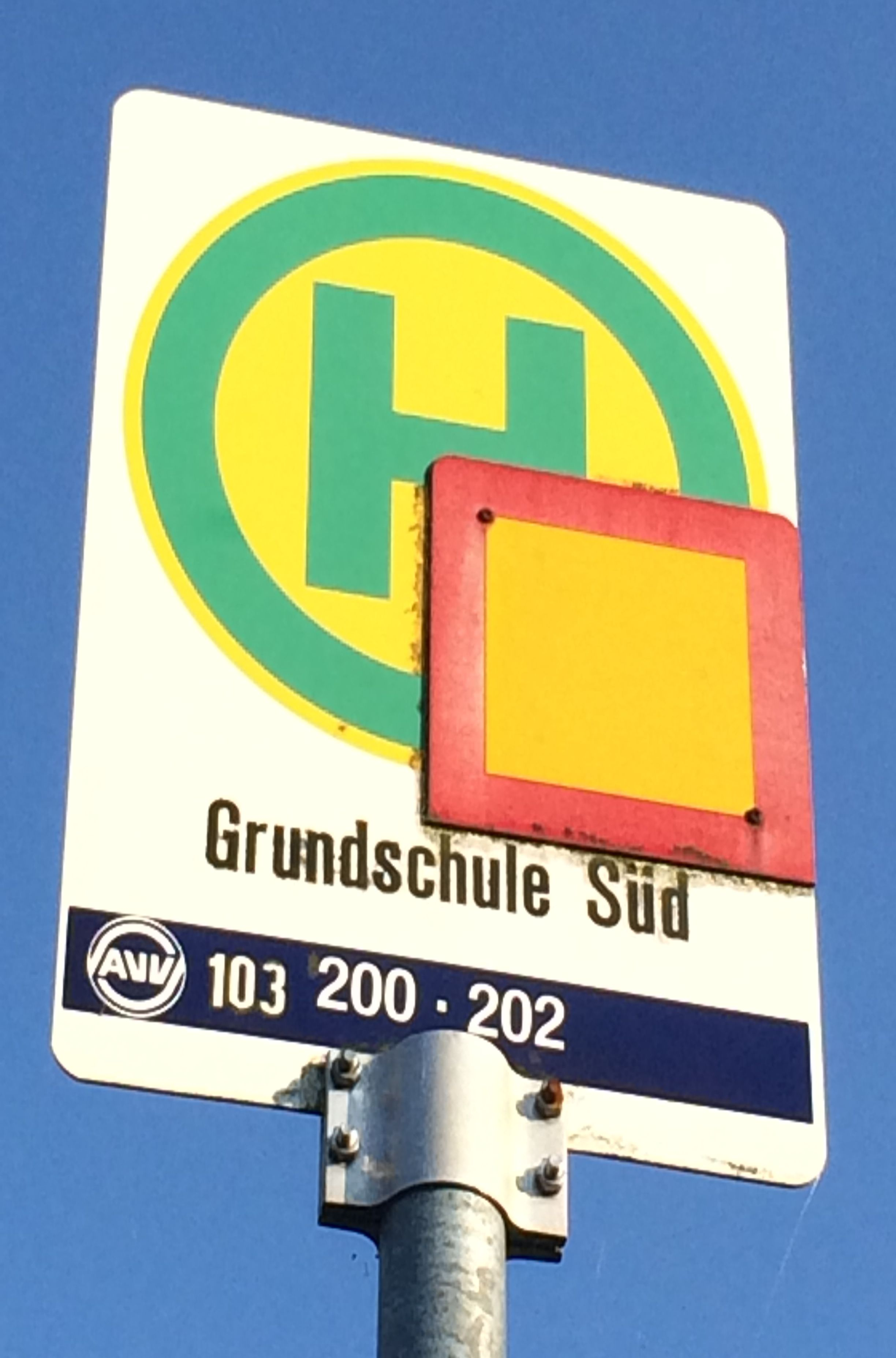
Blinkaufforderung mit rot-gelbem Zusatzzeichen
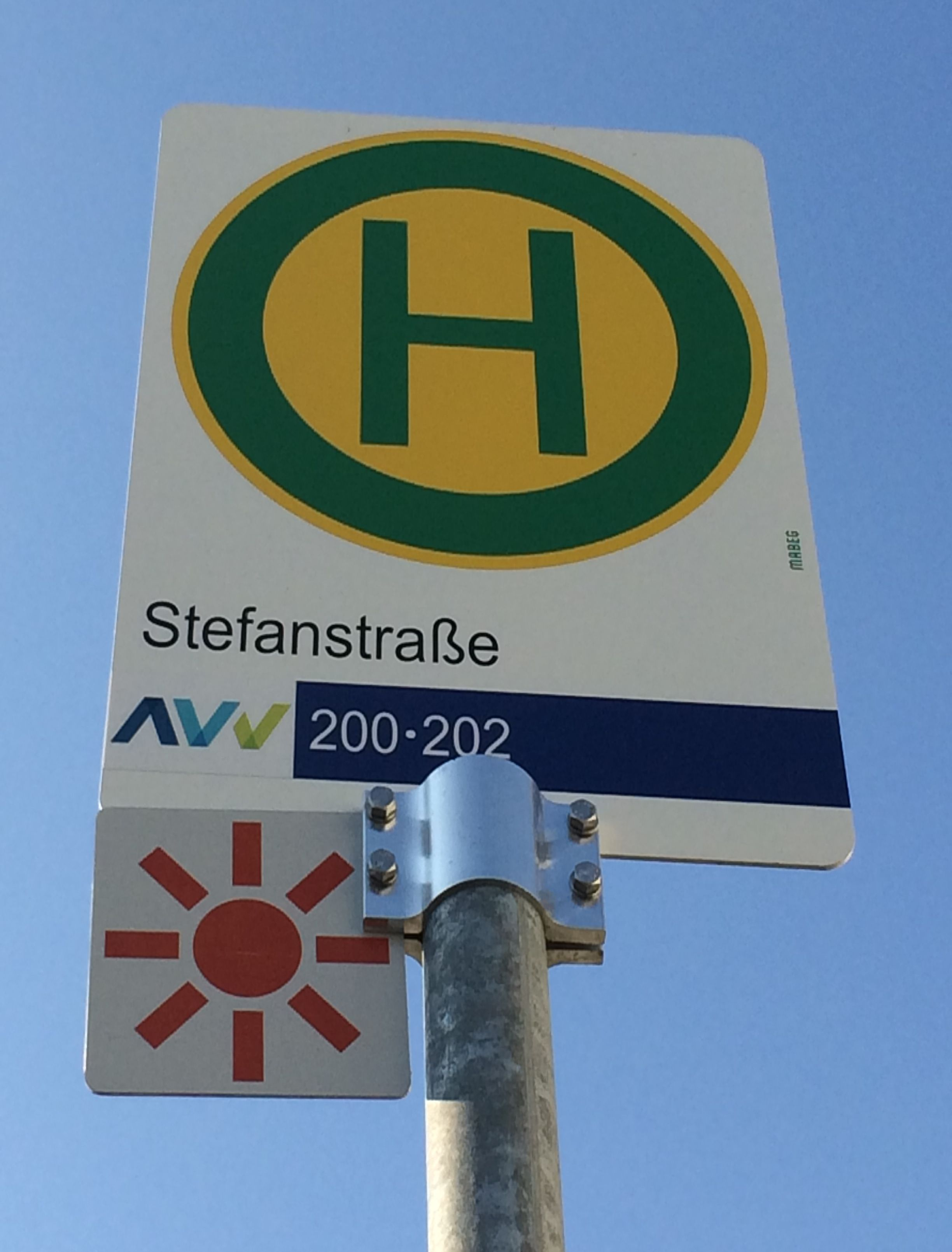
Blinkaufforderung mit Sonnen-Piktogramm

### Erreichbarkeit
Haltestellen sind die Schnittstellen zwischen dem ÖPNV und dem Fußverkehr. Ihre gute Erreichbarkeit ist wesentliche Voraussetzung für einen attraktiven öffentlichen Nahverkehr. Lage und Gestaltung der Haltestellen sollten dem Rechnung tragen und eine sichere sowie möglichst direkte, bequeme und schnelle Zugänglichkeit aus allen Richtungen ermöglichen. Dies schließt komfortable Querungsanlagen mit ein, denn häufig sind ÖPNV-Trassen zugleich auch stark befahrene Hauptstraßen. Wird der Zugang zur Haltestelle von einer Ampel geregelt, so sollten die Grün-Phasen für Fußgänger auf die einfahrende Straßenbahn bzw. den Bus abgestimmt werden, um keine gefährlichen Querungen bei Rot zu provozieren. Bushaltestellen sollten, wenn der Straßenquerschnitt es zulässt, mit einer Mittelinsel kombiniert werden. Sie verhindert das Überholen des Busses während des Fahrgastwechsels und erleichtert somit den ein- und aussteigenden Fahrgästen das Queren der Fahrbahn.

### Benennung

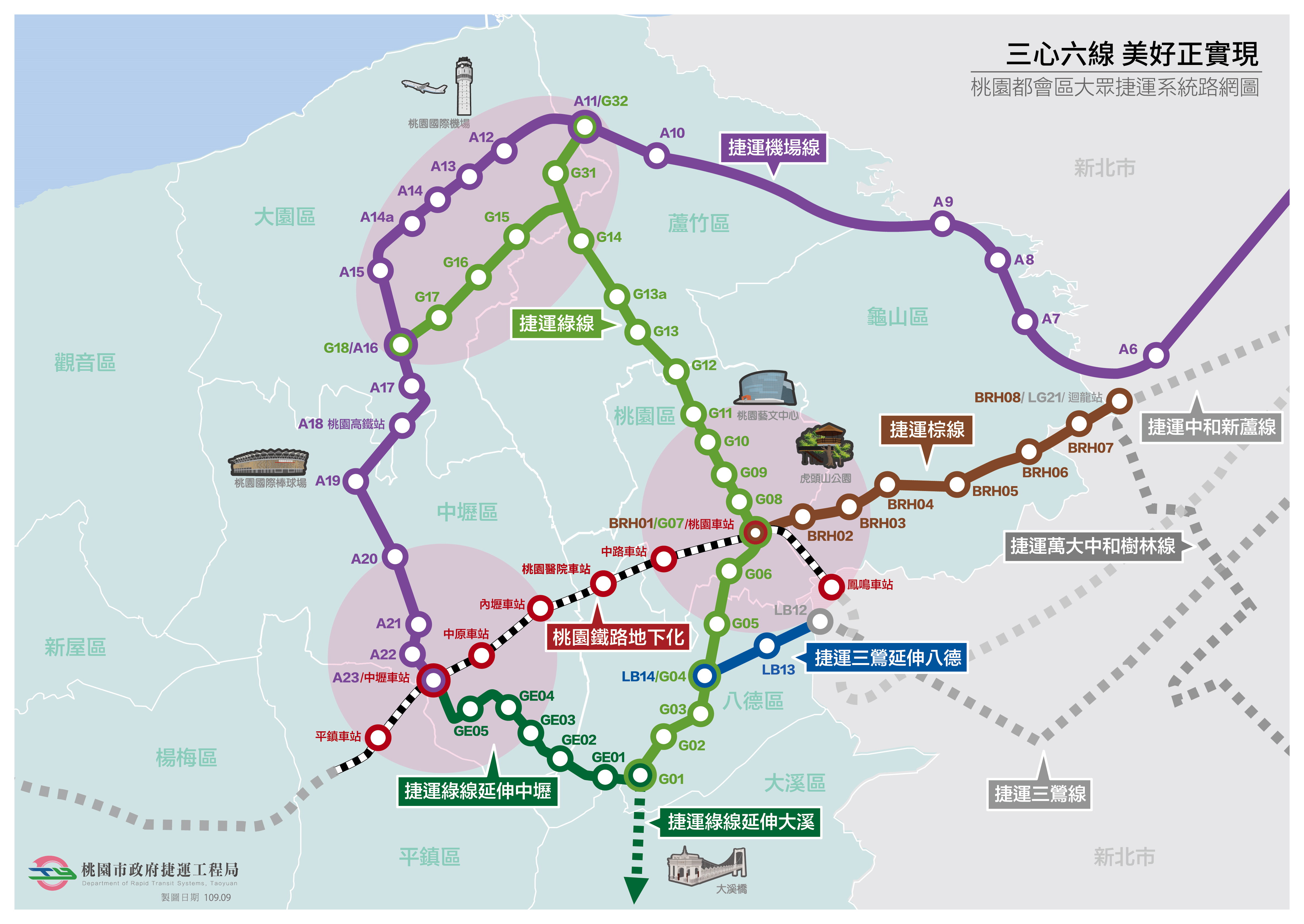
Nummerierte Haltestellen bei der Taoyuan Metro

Zur besseren Unterscheidbarkeit für die Fahrgäste einerseits und den Betreiber andererseits führen Haltestellen in der Regel einen individuellen Namen, typischerweise ein markanter Platz, eine öffentliche Einrichtung oder der Name der nächstliegenden Querstraße. Häufig wird sowohl der Name der durchfahrenen Straße als auch der Name der Querstraße angegeben.
In kleineren Orten heißen Haltestellen häufig Bahnhof, Brücke, Feuerwehr, Freibad, Friedhof, Gemeindehaus, Kelter, Kirche, Mitte, Rathaus, Polizei, Post, Schule, Schützenhaus, Sparkasse, Sportplatz, Volksbank oder sind nach einem zentralen Gasthof benannt. So ist beispielsweise „Kirche“ mit 120 Anwendungen der häufigste Haltestellenname im Aachener Verkehrsverbund (AVV).
Eine eher selten anzutreffende Methode ist es, die Haltestellen eines Systems oder einer Linie durchzunummerieren. Beispiele hierfür sind der Oberleitungsbus Rimini–Riccione, bei welchem die 54 Stationen der einzigen Linie mit roten Ziffern auf weißen Tafeln gekennzeichnet sind, die 19 Haltestellen der Autobuslinie 106 auf dem Wiener Zentralfriedhof oder die Stationen der Taoyuan Metro. Dieses System wird auch als Zusatzinformation, beispielsweise in Ballungszentren Japans, zu den in Schriftzeichen geschriebenen Namen, verwendet, um Ausländern die Orientierung zu erleichtern.
Eine weitere Variante ist es, den Stationen von der örtlichen Umgebung unabhängige Namen zu geben. So sind die Stationen der Metro Pjöngjang beispielsweise nach Themen der nordkoreanischen Revolution benannt und tragen Bezeichnungen wie „Staatsgründung“, „Erneuerung“, oder „Kriegssieg“. Die Anlegestellen der Schifffahrtslinie im rumänischen Timișoara wiederum sind nach rumänischen Persönlichkeiten benannt.
Derzeit noch relativ selten ist die Namensübernahme durch ein Unternehmen.

### Datenhaltung: DELFI, zHV, DHID, Global ID und IFOPT
Zur Ermöglichung von Systemen für durchgehende Fahrplan- und Verbindungsauskünfte initiierte das Bundesministerium für Verkehr das Konzept bzw. System „Durchgängige elektronische Fahrgastinformation“ (DELFI). Eine der wichtigsten DELFI-Komponenten ist das „Zentrale Haltstellenverzeichnis“ (zHV), eine dezentral gepflegte Datenbank. Der zHV-Datenbankschlüssel ist die „Deutschlandweit einheitliche Haltestellen-ID“ (DHID), der auch als Global ID bezeichnet wird. Er ist als eine Anwendung und Erweiterung des CEN-Standards „Identification of Fixed Objects in Public Transport“ (IFOPT) entwickelt worden.

## Bauweisen

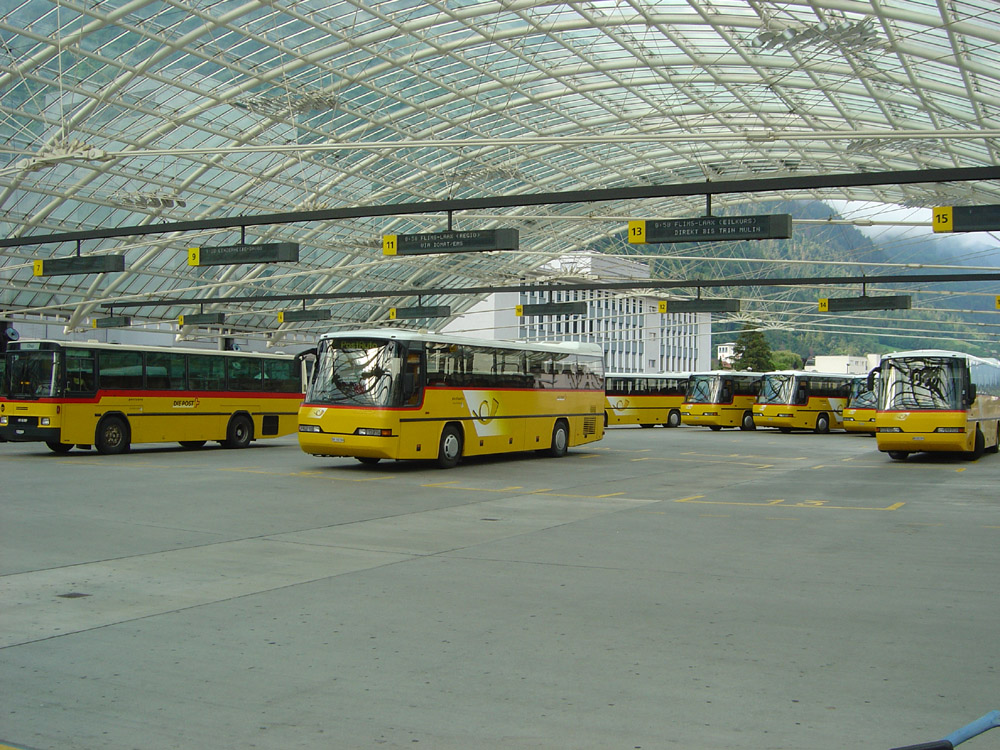
Busbahnhof Regionalverkehr (Postauto), Chur (CH)
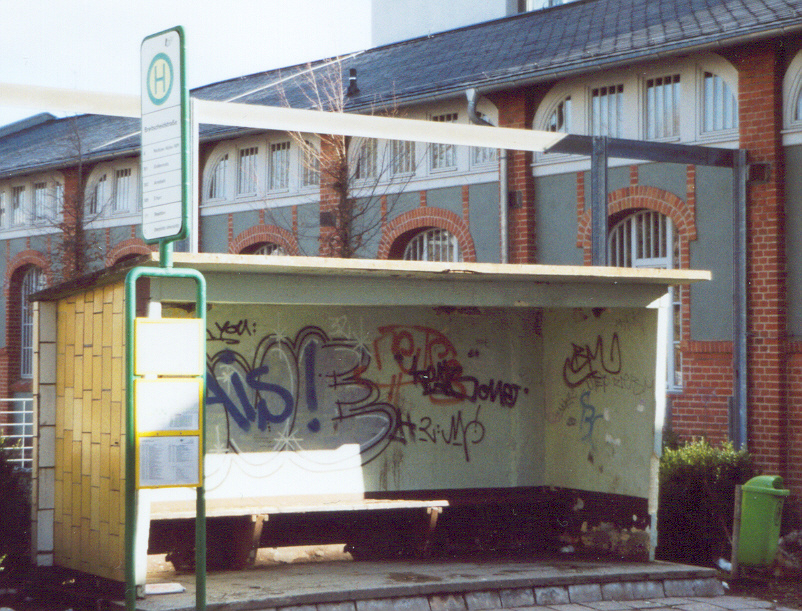
DDR-Bushaltestelle mit Wartehäuschen
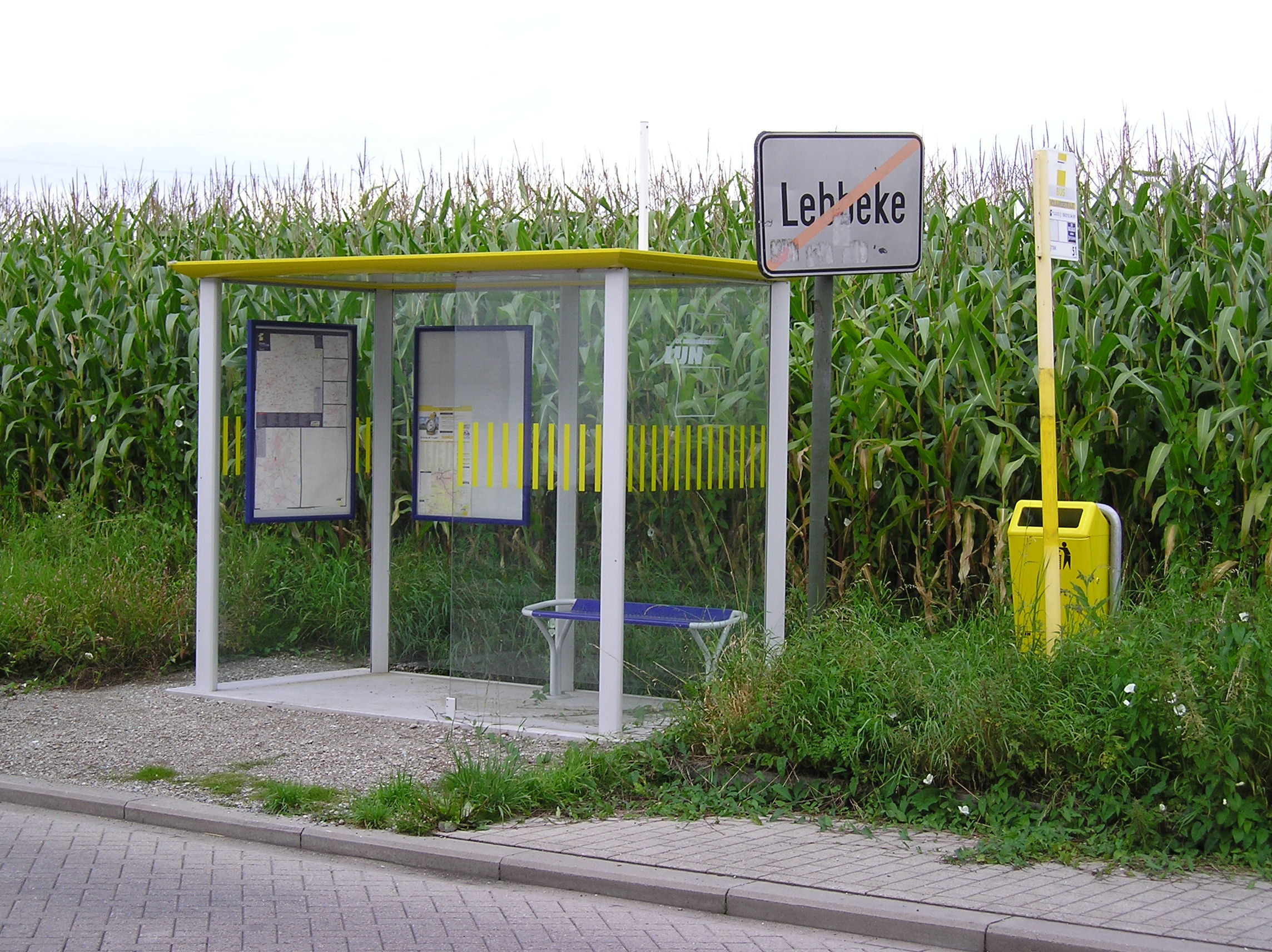
Regionalverkehr-Bushaltestelle, Flandern
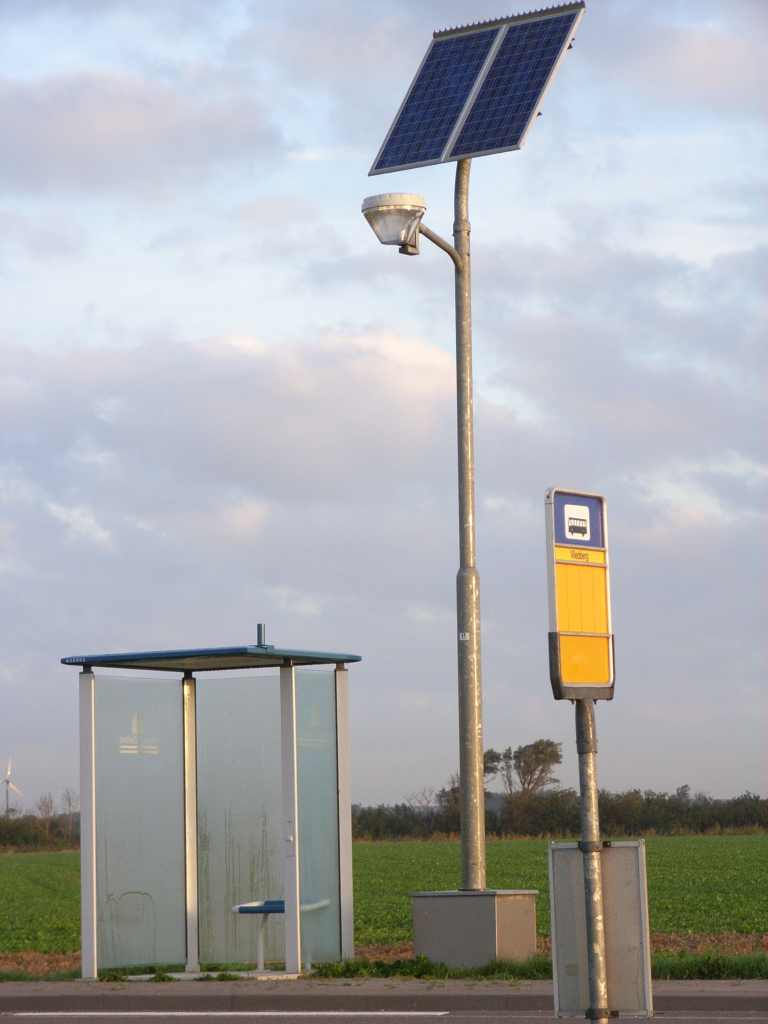
Ein-Personen-Wartehaus mit Solarleuchte, Westkapelle (NL)
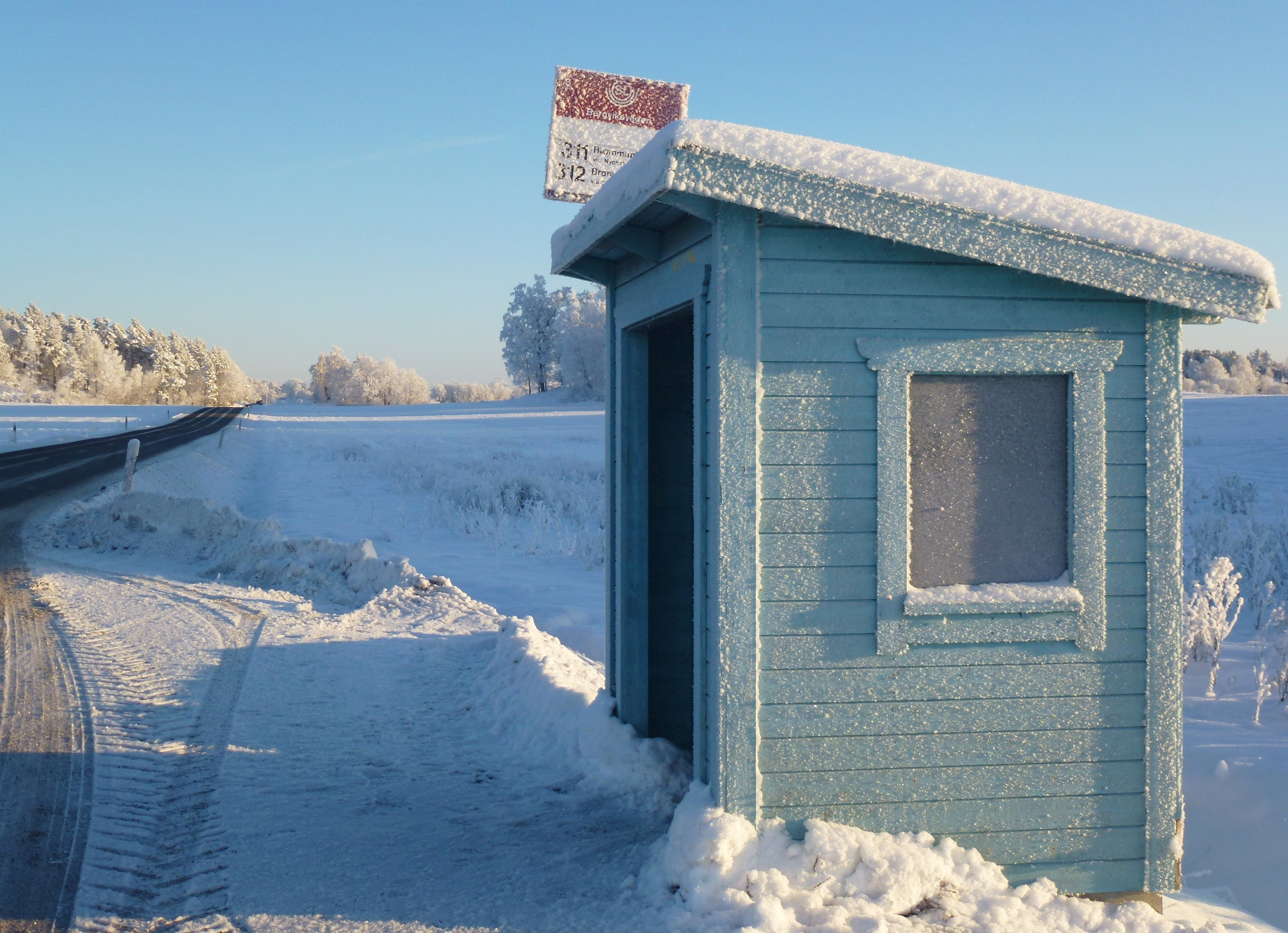
Bushaltestelle im Winter, Schweden
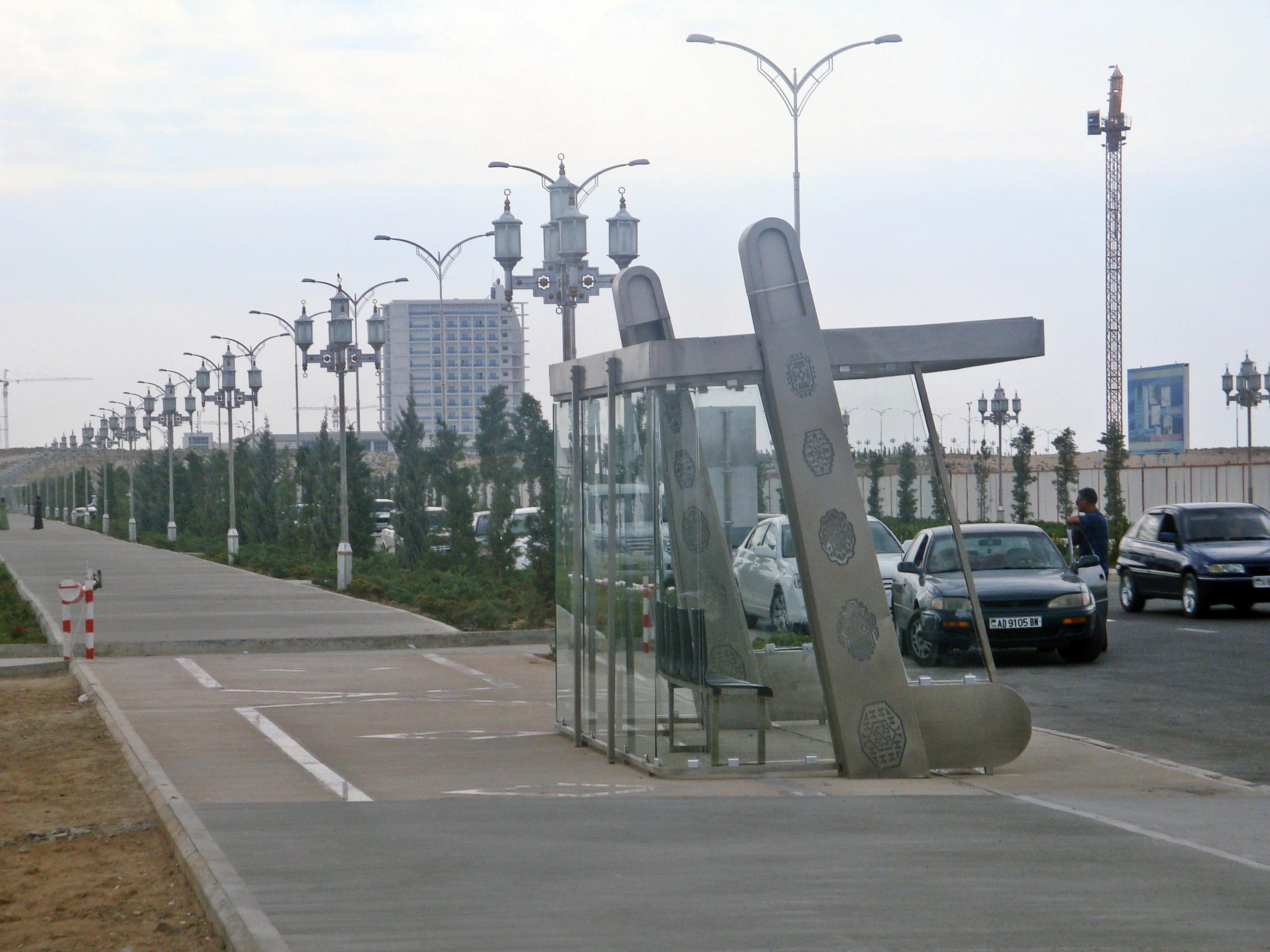
In Turkmenistan
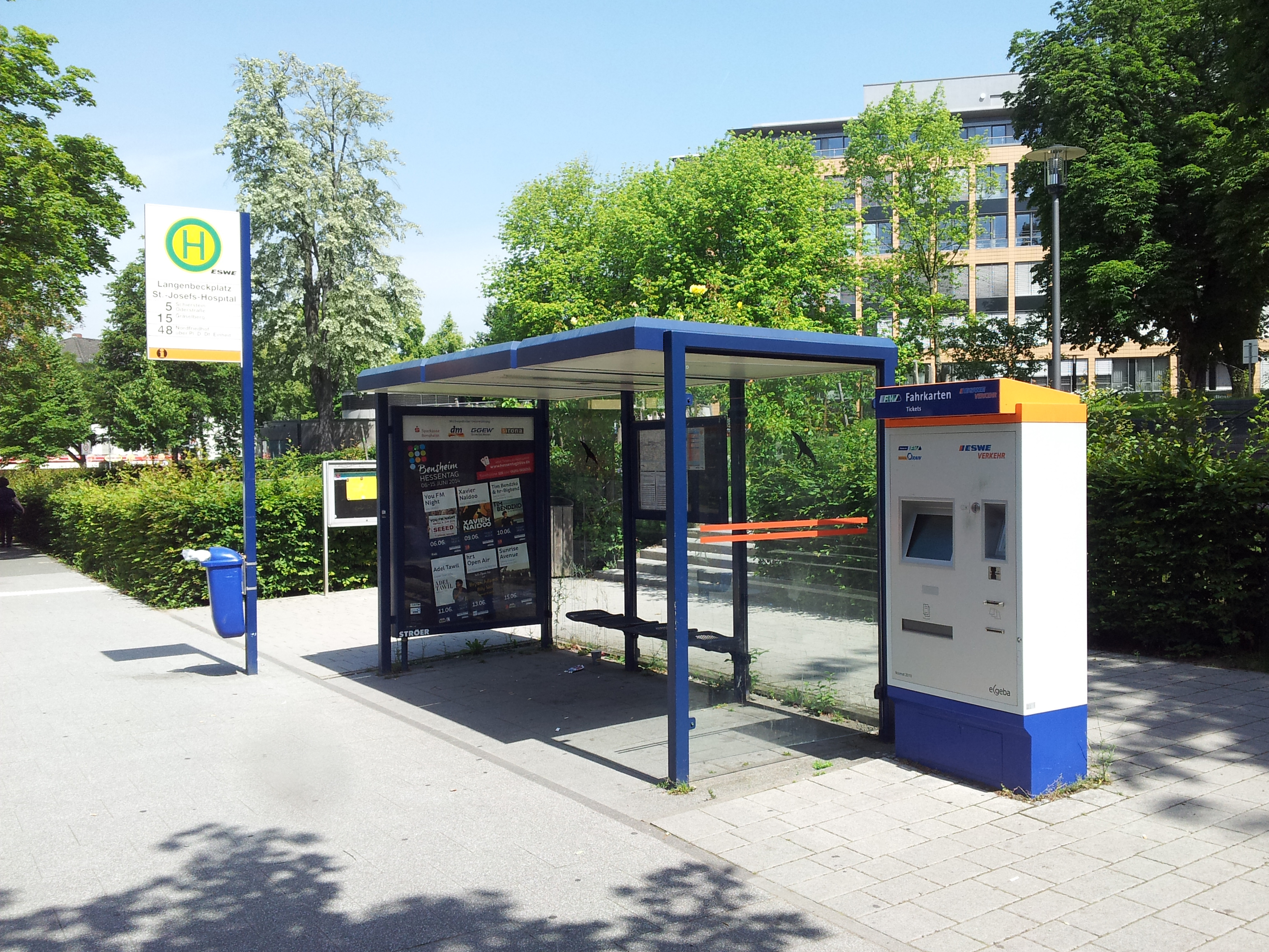
Bushaltestelle mit Fahrkartenautomat, Wiesbaden
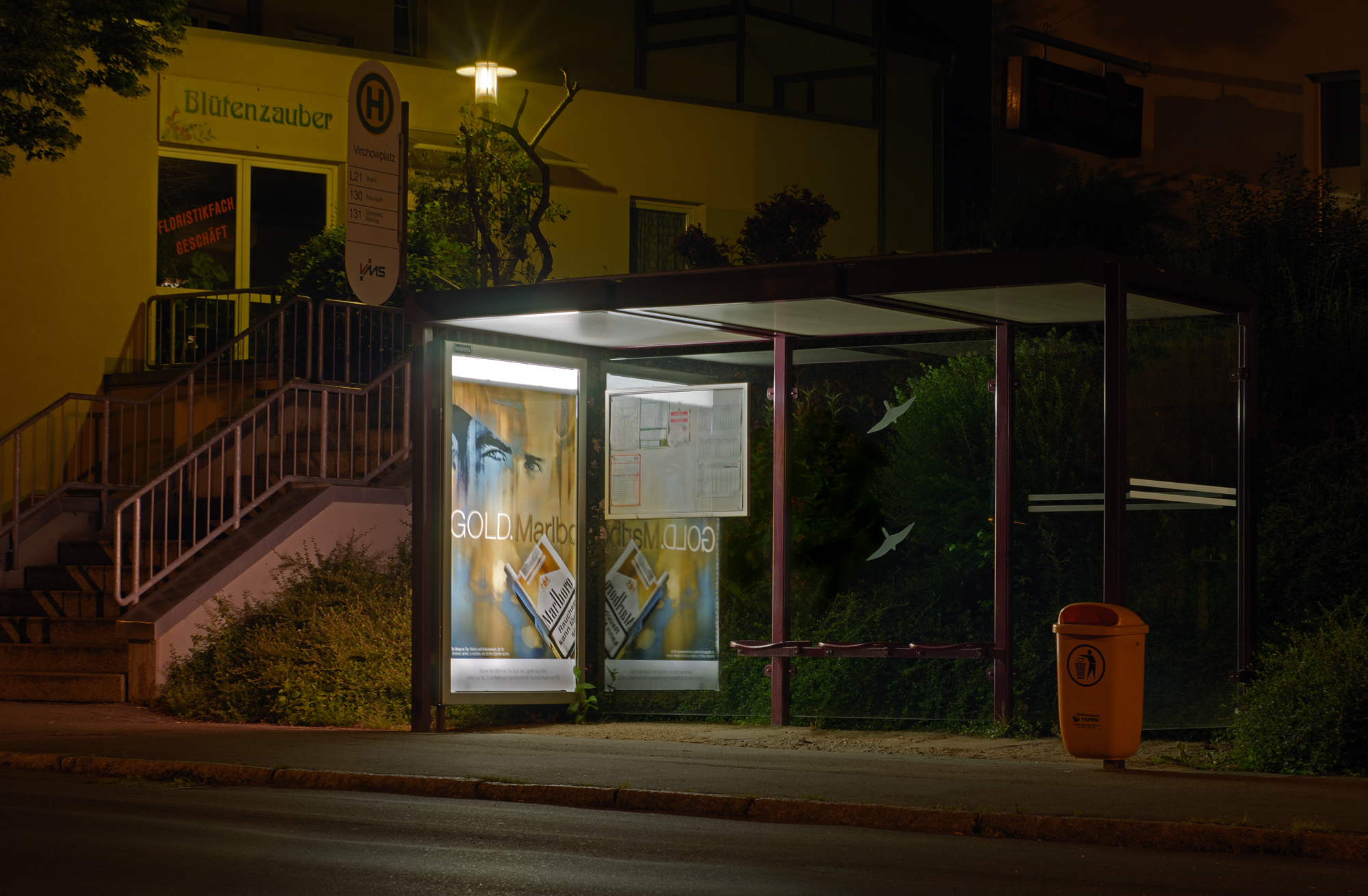
Nächtlich beleuchtete Bushaltestelle, Zwickau
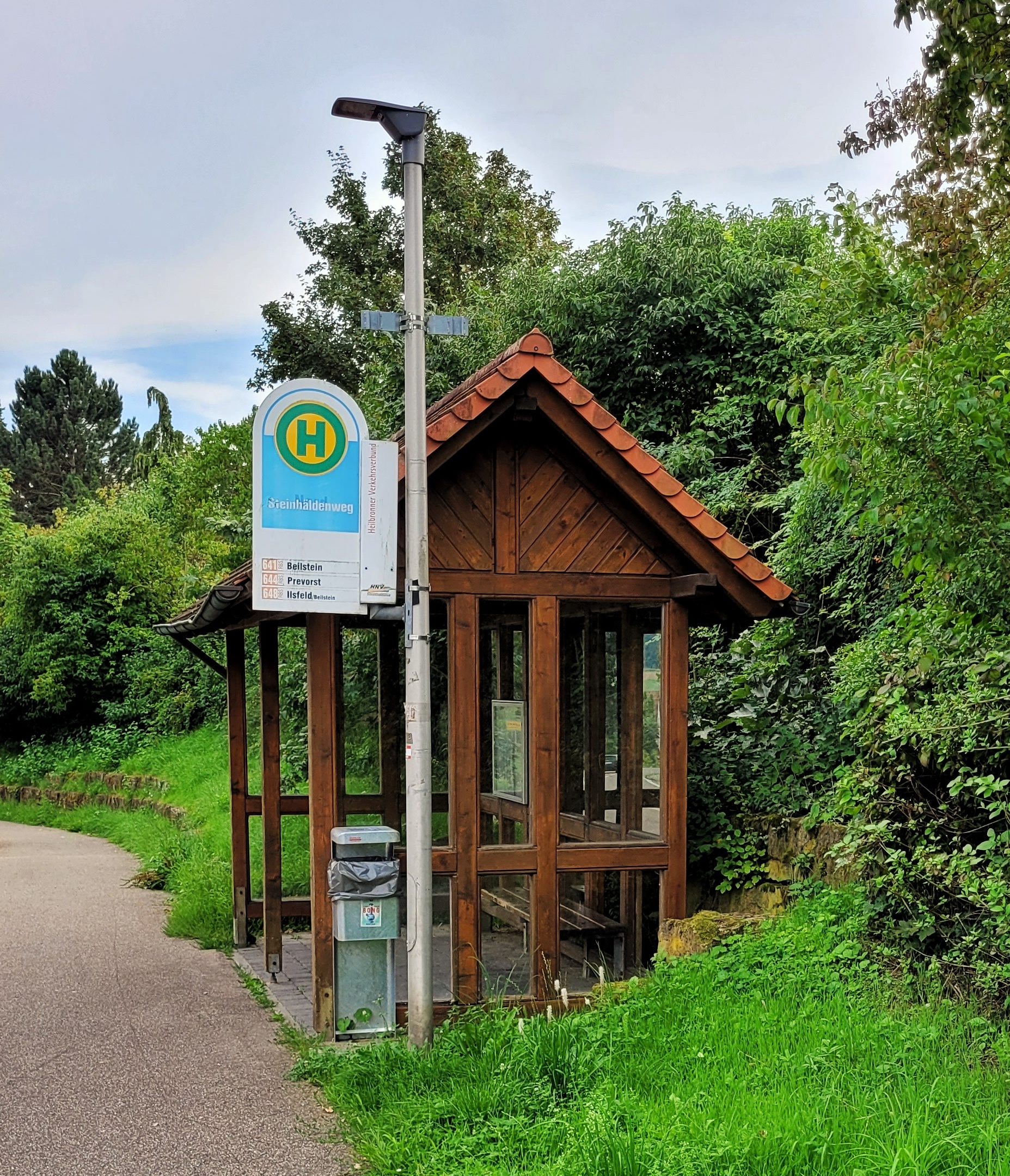
Eine Bushaltestelle aus Holz

Moderne Haltestellen sind behindertengerecht ausgeführt: Beim Ein- und Aussteigen ist keine Stufe zu überwinden. Hierzu gibt es neben Bussen in Niederflur- oder (seitlich) absenkbarer Bauweise bei Oberflächen-Verkehrsmitteln verschiedene Möglichkeiten:

### Ausstiegs-/Einstiegshaltestelle
An Endstationen, meist vor Wendeschleifen, sind oft reine Ausstiegshaltestellen anzutreffen. Dort ist der Einstieg verboten, damit das Fahrzeug die Wendeanlage ohne Fahrgäste befahren kann und dem Personal eine Ruhepause ermöglicht wird. Analog dazu ist die erste Haltestelle nach dem Wendevorgang oft eine reine Einstiegshaltestelle. Auch sogenannte Bedienungsverbote können dazu führen, dass an Haltestellen nur aus- oder nur eingestiegen werden darf. So dürfen beispielsweise viele Regionalbusunternehmen innerhalb von Städten ihre Fahrgäste nur im ein- oder ausbrechenden Verkehr befördern. Damit wird eine Konkurrenz zu städtischen Omnibusunternehmen verhindert.

### Bedarfshaltestelle
Bedarfshaltestellen werden nur nach Anforderung angefahren – Terminals mit Benutzerschnittstellen erlauben auch Personen ohne Telefon eine Fahrt anzumelden. Die Terminals können mit Lichtstrom oder photovoltaisch versorgt werden. Die Benutzerschnittstelle besteht aus vandalenresistenten alphanumerischen oder Grafik-Displays und einem oder mehreren Druckknöpfen (Tasten).
In einigen Ländern (so z. B. in den Niederlanden) werden Bedarfshaltestellen mitunter an Autobahnen oder autobahnähnlichen Straßen eingerichtet. In diesem Fall betätigt der wartende Fahrgast einen Schalter im Haltestellenbereich, der wiederum ein Signal einige hundert Meter vor der Haltestelle ansteuert. Durch dieses Signal wird dem Busfahrer mitgeteilt, dass an der nächsten Haltestelle Fahrgäste zusteigen möchten und er die Geschwindigkeit zu reduzieren sowie die (in der Regel in einer Haltebucht, ähnlich einem Autobahnparkplatz, abseits der Autobahn liegende) nächste Haltestelle anzufahren hat.

### Bucht
Bei einer Bushaltebucht, auch Bushaltestellenbucht oder kurz Busbucht, handelt es sich um eine Fahrbahnaufweitung, bei der der Bus nicht auf der Fahrbahn, sondern im Straßenseitenraum anhält. Das Ein- und Aussteigen erfolgt ohne die Behinderung des fließenden Verkehrs, allerdings wird sie in Diagonalrichtung angefahren, was insbesondere stehende Fahrgäste gefährden kann. Außerdem verbleibt durch das diagonale Anfahren häufig ein Spalt zwischen Tür und Bordstein, der Rollstuhlfahrern das Ein- und Aussteigen erschwert. Das Wiedereinordnen des Busses in den fließenden Verkehr ist bei Bushaltebuchten schwieriger als bei konventionellen oder Kaphaltestellen. Bushaltebuchten bieten sich allerdings an solchen Haltestellen an, wo regelmäßig Anschlüsse abgewartet werden müssen und dafür ein Warteraum außerhalb des fließenden Kfz-Verkehrs benötigt wird. Dafür wird auch die Bezeichnung Bustasche verwendet, die sich aber nicht allgemein durchgesetzt hat.

### Doppelhaltestelle

Zeichen 225 – Doppelhaltestelle

Doppelhaltestellen können von zwei Fahrzeugen gleichzeitig bedient werden. Dadurch wird das Warten des zweiten Fahrzeugs vor der Haltestelle vermieden. Jedes Fahrzeug hält hierbei nur einmal zum Fahrgastwechsel. Bis 1992 war hierfür in Deutschland ein besonderes Zeichen gesetzlich verordnet (siehe obigen Abschnitt Beschilderung).

### Insel (Konventionell)
Eine konventionellen Haltestelleninsel liegt im Normalfall zwischen den Fahrbahnen des Autoverkehrs. Diese müssen die Fußgänger zum Erreichen der Insel überqueren, was unter Umständen Ampeln und Absperrgitter an der Bahnsteigrückseite erfordert. Haltestelleninseln ermöglichen einen sicheren Ein- und Ausstieg. Allerdings beanspruchen sie im Straßenquerschnitt viel Platz. Auch sind sie oft schwer zu erreichen, da mindestens ein Fahrstreifen überquert werden muss. Um Umwege zu vermeiden, benötigen Haltestelleninseln Zugänge aus allen Richtungen. Besonders lange Haltestelleninseln (z. B. Doppelhaltestellen) können einen weiteren Zugang in der Mitte erfordern.

### Kap

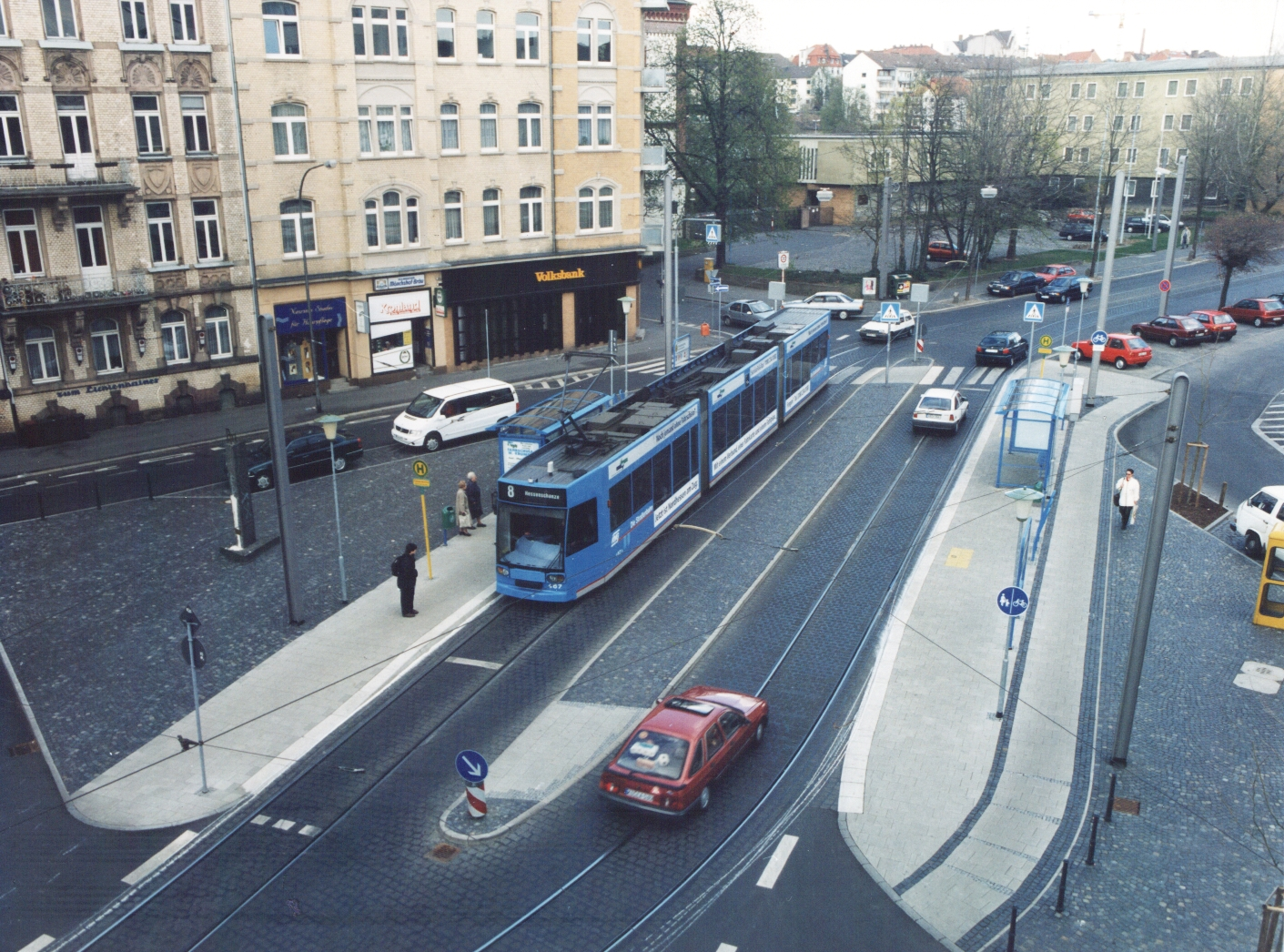
Kaphaltestelle für Bus und Straßenbahn in Kassel

Bei einem Haltestellenkap wird der Gehweg bis an die Gleise (oder Fahrbahn) vorgezogen bzw. die Gleise sind an diesen verschwenkt. Dies ist die sicherste Haltestellenform, da ein- und aussteigende Fahrgäste keine Fahrbahn überqueren müssen. Außerdem kann die Wartezeit auf dem Gehweg im Gegensatz zu einer Haltestelleninsel in der Regel angenehmer verbracht und evtl. mit anderen Aktivitäten (z. B. Einkauf, Schaufensterbummel) verbunden werden. Auf dem Kap findet auch die notwendige Haltestellenausstattung (Fahrgastunterstand, Ticketautomat etc.) Platz, ohne den Fußverkehr auf dem Gehweg zu behindern.
Nachteilig ist der hohe Umbauaufwand bei nachträglicher Einrichtung eines Haltestellenkaps. In der Regel müssen erst die Gleise auseinandergezogen werden, um das Begegnen von breiten Fahrzeugen (LKW, Busse) im Haltestellenbereich zu ermöglichen. Die Einrichtung von Haltestellenkaps bietet sich daher vor allem im Rahmen von Gleiserneuerungen an, wenn die Gleise ohnehin ausgetauscht werden.

#### Überfahrbare Kaphaltestelle

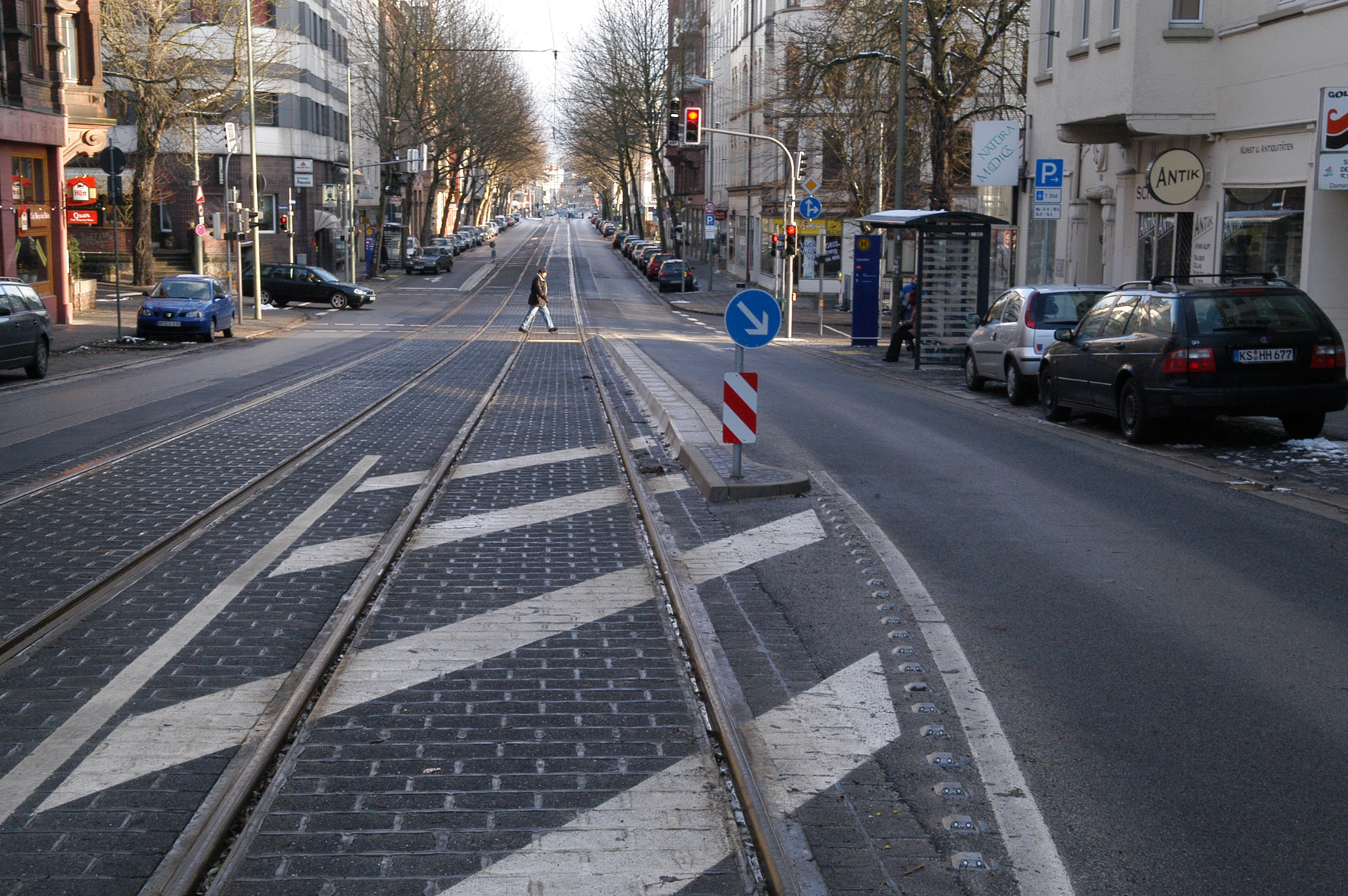
Überfahrbares Haltestellenkap in Kassel

Bei einer überfahrbaren Kaphaltestelle, auch überfahrbares Haltestellenkap oder Fahrbahnaufdoppelung genannt, wird die zwischen Gleis und Gehweg befindliche Fahrbahn angehoben, so dass ein niveaugleicher Übergang vom Gehweg zum Schienenfahrzeug entsteht. Oft wird im Haltestellen- oder Rampenbereich der Fahrbahnbelag im Hinblick auf die Erkennbarkeit der Haltestelle und einer Geschwindigkeitsreduzierung geändert. Wird eine Ampel zur Sicherung des Fahrgastwechsels gegen den übrigen Straßenverkehr verwendet, wird auch von einer dynamischen Haltestelle (Zeitinsel) gesprochen. Es gibt auch Lösungen, bei denen der Kfz-Verkehr auf den Gleisen geführt und lediglich der Radfahrstreifen im Haltestellenbereich angehoben wird.

### Richtungshaltestelle

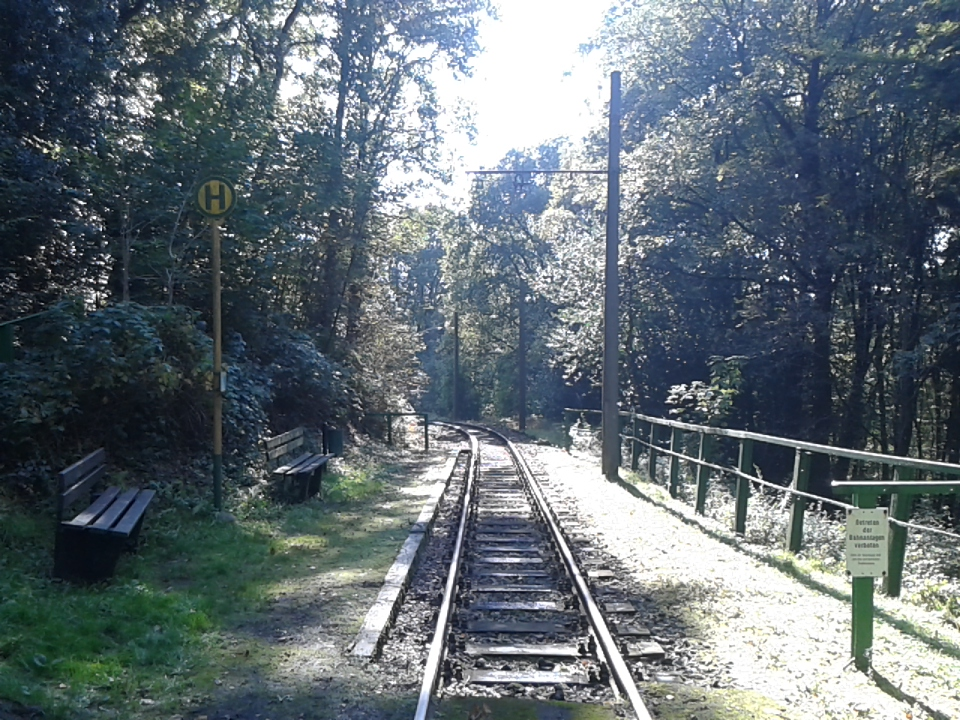
Haltestelle an der Museumsstrecke einer Überlandstraßenbahn (Bergisches Straßenbahnmuseum)

Wird eine Haltestelle nur in einer Fahrtrichtung bedient, so spricht man von einer Richtungshaltestelle. Ursächlich für ihre Einrichtung ist meist die Führung einer Linie durch eine Einbahnstraße oder die Lage an einem eingleisigen Schienenweg. Auch Platzmangel zur Einrichtung einer gegenüberliegenden Haltestelle beziehungsweise fehlende Querungsmöglichkeiten einer Straße können Richtungshaltestellen erforderlich machen.

### Schachbrettmuster

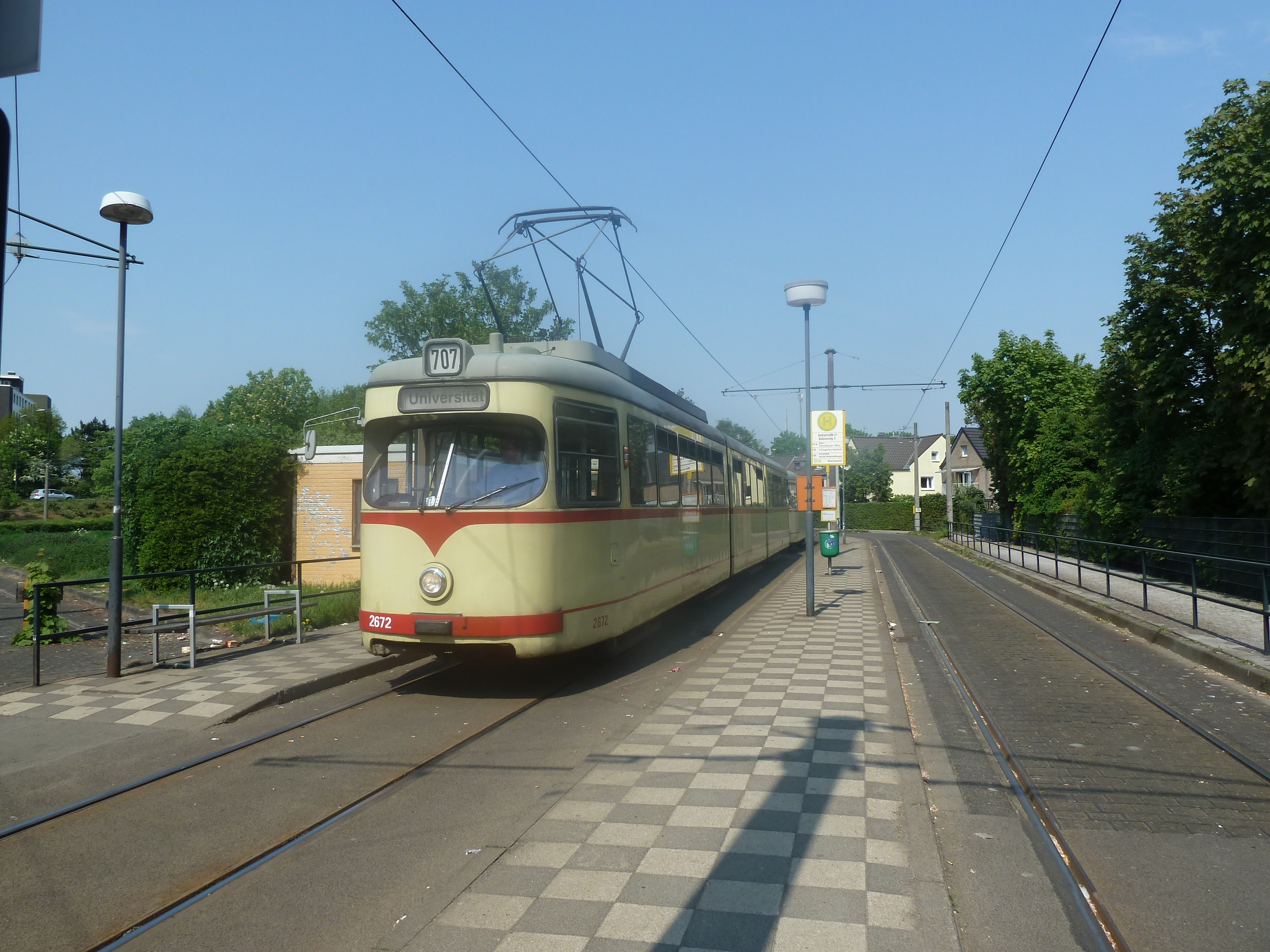
Straßenbahn Düsseldorf: Bahnsteige im Schachbrettmuster, 2011

Von Beginn der 1960er Jahre an war es in Westdeutschland eine Zeit lang üblich, die Oberfläche bestimmter Haltestellen von Straßenbahn- und Buslinien mit zweifarbigen Gehwegplatten im Schachbrettmuster zu markieren. Dies betraf insbesondere Bahnsteige, die in Form einer Verkehrsinsel mitten im öffentlichen Straßenraum lagen. Hiervon versprachen sich die Planer einen deutlichen Hinweis auf den Schutzbereich für wartende und aussteigende Fahrgäste. Sie hoben sich von anderen Verkehrsflächen ab und machten auch dunkel gekleidete Fahrgäste besser erkennbar.

### Scheinhaltestelle
Eine Scheinhaltestelle ist eine Nachbildung einer Haltestelle, die in der Pflege von Demenzkranken eingesetzt wird. Sie wird von keinem Verkehrsmittel bedient.

### Sägezahn (Schrägtasche)
Sägezahnhaltestellen ermöglichen eine einfachere Barrierefreiheit, da sie vom Straßenraum her schräg abbiegend angefahren werden und die Busse so von vorneherein dichter an die Bussteigkante heranfahren können. Hier reduzieren sich auch die Bussteiglängen und damit die Umsteigewege; die Bauform ermöglicht auch das unabhängige Ein- und Ausfahren einzelner Busse, bedingt allerdings, dass die eingesetzten Fahrzeuge nicht länger sein dürfen als die Bussteige. Außerdem ist die Bautiefe auf der Einstiegsseite größer als bei parallel zum Straßenraum angeordneten Busbuchten.

### Überdachte Haltestelle

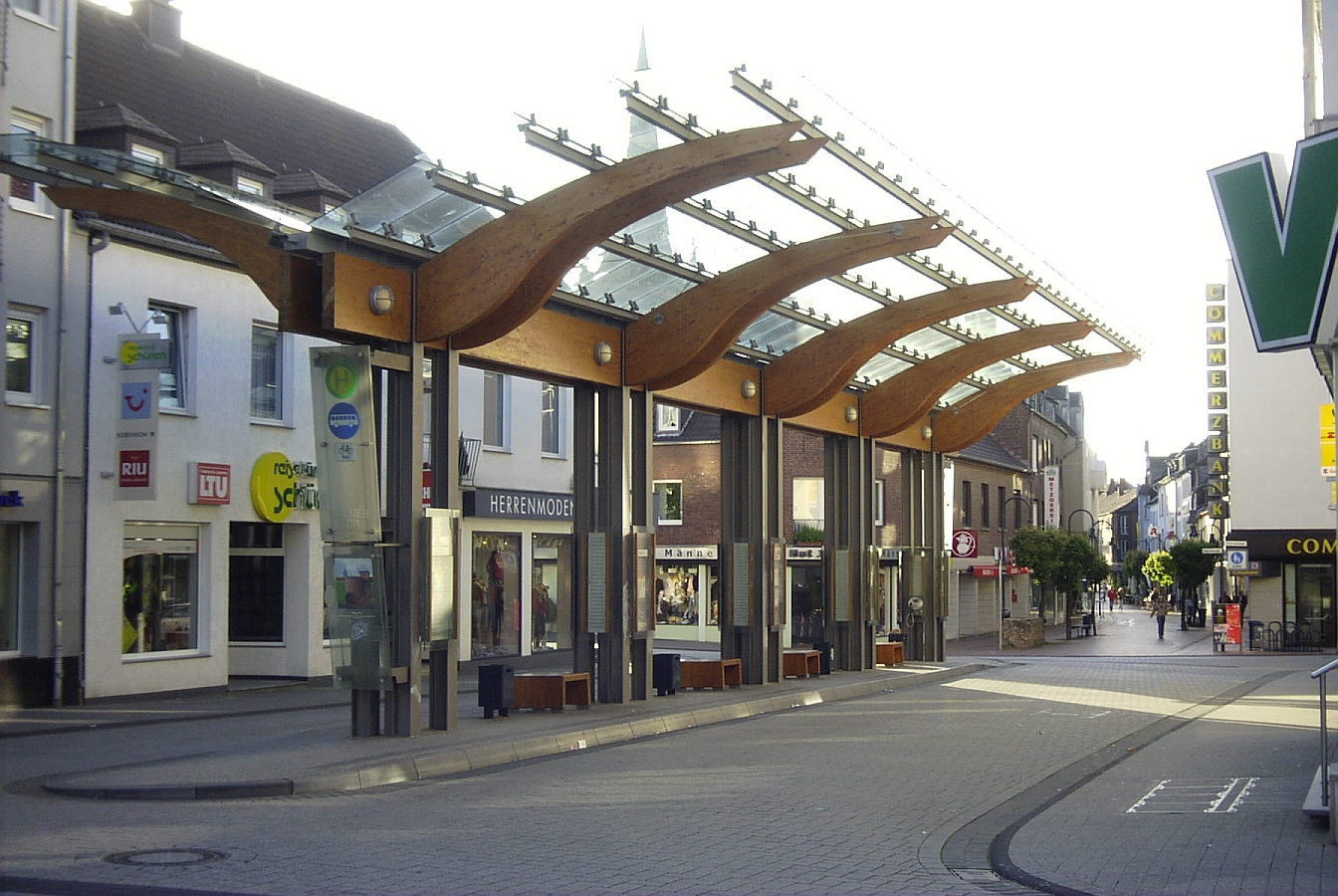
Aufwändig überdachte Haltestelle in Erkelenz

Überdachte Haltestellen werden auch unter den Begriff Wartehallen und dem Oberbegriff Stadtmöbel geführt.

### Ausstattung
Die Ausstattung der Haltestellen kann stark variieren. Beispiele für eine Ausstattung können (begrünte) Überdachungen, Sitzbänke, Beleuchtungen, digitale Anzeigetafeln, Stellplätze/Parkplätze für verschiedenste Fahrzeuge, Mietfahrzeuge wie z. B. Bike- und Carsharing, WLAN-Hotspots, Steckdosen, barrierefreie Zugänge, Blindenleitsysteme sowie Kioske oder (Snack-)Automaten sein.
In größeren Städten befinden sich an vielen Haltestellen Fahrkartenautomaten. Auch ein Fahrplan und Informationstafeln zum Betrieb an der Haltestelle sind dort in der Regel angebracht, so dass sich potentielle Fahrgäste über Netz, Tarife sowie die An- und Abfahrzeiten der dort haltenden Verkehrsmittel informieren können. An Wartehäuschen von Haltestellen ist häufig Plakatwerbung angebracht.

## Sponsoring

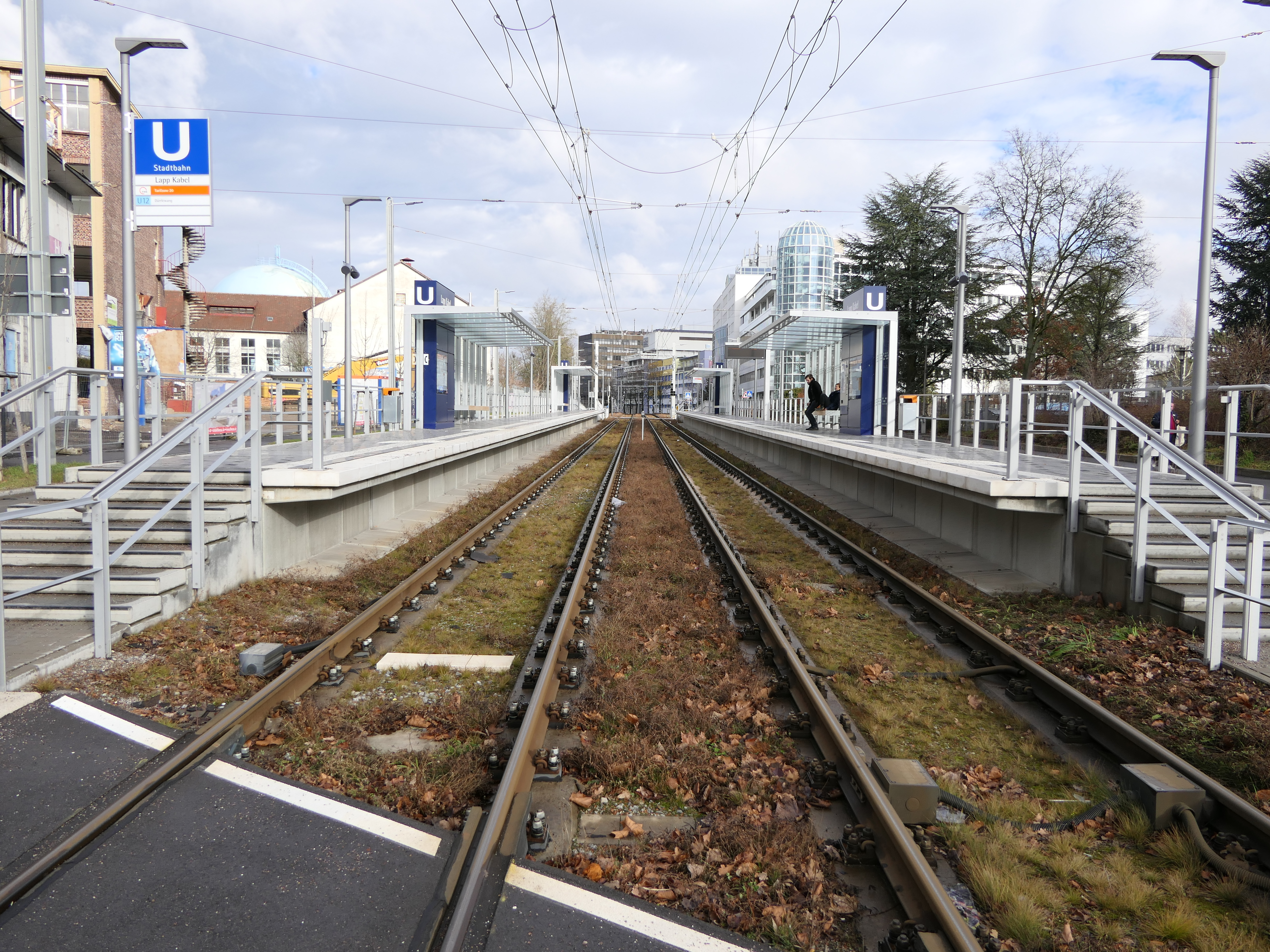
Die Haltestelle Lapp Kabel der Stuttgarter Stadtbahn ist nach dem entsprechenden Unternehmen benannt

Einige Verkehrsunternehmen bieten bestimmten Firmen und Institutionen gegen Entgelt an, die jeweils nächstgelegene Haltestelle entsprechend zu benennen. Dabei wird entweder die komplette Haltestelle umbenannt, oder aber der Unternehmensname wird in Klammern beziehungsweise hinter einem Schrägstrich angeführt. Somit wird zum einen in allen Fahrplanmedien für das Unternehmen geworben, zum anderen erleichtert die Benennung potentiellen Kunden beziehungsweise Fahrgästen, den jeweiligen Standort des Unternehmens zu erreichen. Die Verkehrsunternehmen generieren dadurch – über die klassische Verkehrsmittelwerbung an den Fahrzeugen sowie die stationäre Reklame an den Stationen hinaus – zusätzliche Einnahmen. Allerdings müssen davon die Kosten für Beschilderung, Druck und Montage bei Umbenennung sowie für die Rückumbenennung nach Ende des Sponsoringvertrags abgezogen werden. Aus finanziellen Gründen erfolgen die Umbenennungen daher meist zu einem Fahrplanwechsel, wenn also ohnehin Änderungen anstehen. Die Stuttgarter Straßenbahnen beispielsweise verlangen für eine Umbenennung, je nach Frequentierung, zwischen 3000 und 30.000 Euro jährlich – wobei öffentliche Einrichtungen wie Krankenhäuser einen Nachlass erhalten. Das Sponsoring hat aber auch Nachteile: Ändert sich ein Haltestellenname, so erschwert dies die Merkbarkeit und Orientierung im Netz, da die Fahrgäste den neuen Namen erst wieder lernen müssen.  Sponsoring führt zudem tendenziell dazu, dass sich Haltestellennamen öfter ändern, bedingt durch Namensänderungen der Sponsoren sowie bei Beginn und Ende des Sponsorings oder Wechsel des Sponsors. Ferner kann eine derartige Haltestellen-Benennung zu Interessenskonflikten führen, wenn im Umfeld der Haltestelle mehrere Unternehmen ansässig sind.

## International

### Österreich
Der Lenker eines Fahrzeuges darf gemäß § 17 Abs. 2 StVO an einem in einer Haltestelle stehenden Schienenfahrzeug oder an einem Omnibus des Schienenersatzverkehrs oder des Kraftfahrlinienverkehrs auf der Seite, die für das Ein- oder Aussteigen bestimmt ist, nur in Schrittgeschwindigkeit und in einem der Verkehrssicherheit entsprechenden seitlichen Abstand vom Schienenfahrzeug oder Omnibus vorbeifahren. Nach § 26a Abs. 2 StVO muss den  Linienbussen im Ortsgebiet das ungehinderte Abfahren von gekennzeichneten Haltestellen ermöglicht werden, sobald der Buslenker durch Setzen des Blinkers seine Absicht anzeigt, von der Haltestelle loszufahren.

### Schweiz
An den Haltestellen öffentlicher Verkehrsmittel ist gemäß Art. 33 Abs. 3 SVG auf ein- und aussteigende Personen Rücksicht zu nehmen. Müssen bei Haltestellen ohne Schutzinsel die Fahrgäste einer Bahn oder Strassenbahn auf die Verkehrsseite aussteigen, so haben die auf der gleichen Strassenhälfte verkehrenden Fahrzeuge zu halten, bis die Fahrgäste die Fahrbahn freigegeben haben (Art. 25 Abs. 3 VRV). Bei Haltestellen von Strassenbahnen ohne Insel dürfen nach Art. 46 VRV Fussgänger das Trottoir erst verlassen, wenn die Strassenbahn stillsteht.

### Frankreich
In Frankreich müssen an Haltestellen (französisch stations) bzw. Bushaltestellen (französisch arrêts de bus) gemäß Straßenverkehrsordnung (französisch Code de la Route, CdR) in geschlossenen Ortschaften alle Fahrer bei Bedarf langsamer fahren und gegebenenfalls anhalten, um Fahrzeuge des öffentlichen Nahverkehrs die markierten Haltestellen verlassen zu lassen (Art. R412-11 CdR).

### Vereinigtes Königreich
In angelsächsischen Ländern gibt es für Bahnhaltestellen (englisch tram stops) und Bushaltestellen (englisch bus stops) ähnliche Regelungen, die dem Schutz der ein- und aussteigenden Fahrgäste dienen.